# Gotowe na wszystko
Gotowe na wszystko (ang. Desperate Housewives) – amerykański serial telewizyjny, wyprodukowany i nadawany przez telewizję ABC od 3 października 2004 do 13 maja 2012 roku. W Polsce pojawił się rok później, 8 września 2005. Akcja toczyła się w luksusowym przedmieściu fikcyjnego miasta Fairview, przy ulicy Wisteria Lane. Sąsiadki, pozornie idealne amerykańskie panie domu, nie tylko zmagały się z szarą rzeczywistością. Próbowały przy tym też odkryć mroczną tajemnicę ich zmarłej przyjaciółki oraz każdego następnego sąsiada, jaki się tam sprowadzał. Serial jest mieszanką różnych gatunków telewizyjnych jak komedii, dramatu, kryminału i klasycznej opery mydlanej.

## Historia serialu
- Pomysłodawcą produkcji jest Marc Cherry, który długo starał się przekonać wiele amerykańskich stacji do swojego projektu. Już po pierwszej emisji serial uzyskał najlepszy wynik w rankingach oglądalności. Szybko stał się hitem w Stanach, a wkrótce prawa do emisji zakupiły stacje w kilkudziesięciu krajach, w Polsce były to Polsat, Fox Life oraz Comedy Central.
- Żadna stacja telewizyjna nie zdecydowała się kupić serialu, który został zaprezentowany jako komediowy. Dopiero gdy wprowadzono zmiany do scenariusza i zaprezentowano go jako nocną operę mydlaną, telewizja ABC zakupiła do niego prawa.
- Marc Cherry, scenarzysta serialu, powiedział, że pomysł napisania scenariusza do pilota zrodził się po rozmowie z matką, która powiedziała mu, że wychowując swoje dzieci, była zdana niemal wyłącznie na siebie. Jej mąż i ojciec dzieci większość czasu był poza domem, a to powodowało, że wielokrotnie czuła się „zdesperowana”[1][2].
- Scenarzysta przyznał się też, że pomysły na skandale brał z gazet i z życia przyjaciół[3].

## Fabuła
Serial opowiada historie sześciu kobiet, w tym pięciu przyjaciółek, mieszkających przy tej samej ulicy amerykańskiego przedmieścia.
Narratorem serialu jest Mary Alice Young (ur. 1965) – typowa gospodyni domowa, żona maklera Paula i matka nastoletniego Zachary’ego. Mieszkała pod numerem 4352 Wisteria Lane. Na samym początku popełnia samobójstwo. W specyficzny, humorystyczno-sarkastyczny sposób relacjonowała wydarzenia na Wisteria Lane. Tymczasem jej przyjaciółki znalazły list:

Wiem, co zrobiłaś.

Robi mi się od tego niedobrze.

Zamierzam powiedzieć.

Uznały, że z tego powodu się zabiła i zdecydowały, że muszą poznać prawdę o tym, co ukrywała.

## Obsada

### Tytułowa
- Gabrielle Solis (ur. 1976) była modelką. Rok wcześniej, w 2003 roku, porzuciła wybieg i została żoną biznesmena Carlosa. Czując się samotna i zaniedbana, wdała się w romans z ich 17-letnim ogrodnikiem, Jonathanem Rowlandem. Państwo Solis są bezdzietni  i razem mieszkają pod numerem 4349.
- Bree Van de Kamp (ur. 1963) jest ideałem gospodyni domowej. Doskonale gotuje, sprząta bez zarzutu, szyje sobie ubrania czy samodzielnie obija meble. Została żoną chirurga Rexa oraz matką Andrew i Danielle. Posiada osobowość obsesyjno-kompulsywną. To otoczenie, a nie rodzina uważa ją za ideał. Mieszkają pod numerem 4354.
- Lynette Scavo (ur. 1966) to była bizneswoman, która odnosiła sukcesy w firmie reklamowej. W niej poznała swego przyszłego męża, Toma. Po ślubie, na prośbę męża, zrezygnowała z pracy. Zamieszkali na przedmieściach i ona urodziła bliźnięta Prestona i Portera w roku 1998, Parkera w 1999 oraz córkę Penny w 2003 roku. Lynette ma mnóstwo problemów z dorastającymi synami. Wszyscy mieszkają pod numerem 4355.
- Susan Mayer (ur. 1967) rok wcześniej − w 2003 roku − rozwiodła się z prawnikiem i specjalistą od rozwodów, Karlem. Ze względu na łączącą ich 14-letnią córkę Julie − zachowała jego nazwisko. Kobieta kompletnie nie umie gotować oraz ma niesamowitego pecha. Mieszka ze swą latoroślą pod numerem 4353. W trakcie żałobnej atmosfery po śmierci sąsiadki, zainteresowała się nowym sąsiadem, hydraulikiem Michaelem Delfino.
- szóstą kobietą  jest Edie Britt (ur. 1967). Wyżej wymieniona piątka przyjaźni się ze sobą, lecz Edie nie należała do owej grupy. Ta agentka nieruchomości dwukrotnie się rozwiodła, jest drapieżna i lubi seks na jedną noc z mężczyznami. Jej wścibska sąsiadka, wdowa Martha Huber, wspomniała, że Edie ma syna. Edie mieszkała pod numerem 4360. Także jej wpadł w oko Mike Delfino, przez co została rywalką Susan o jego względy.

Zabawne. Są ludzie, którzy nie znają własnych sąsiadów. Dzielą z nimi płot i tyle, a my dzieliłyśmy wszystko. Czemu zawdzięczamy to szczęście?

| Kolor | Rola w serialu |
| ----- | -------------- |
|       | Główna         |
|       | Gościnna       |
|       | Bez występu    |

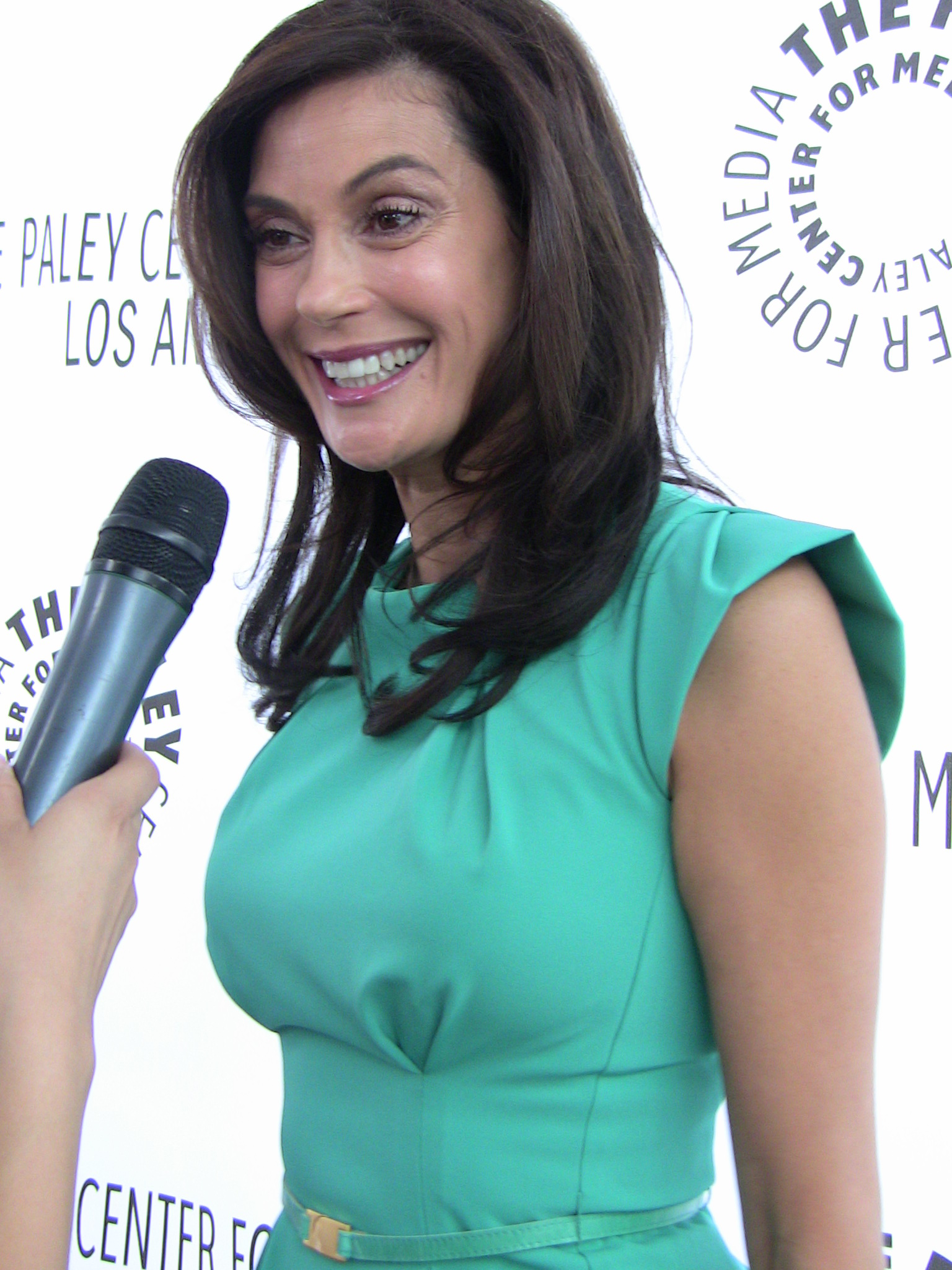
Teri Hatcher
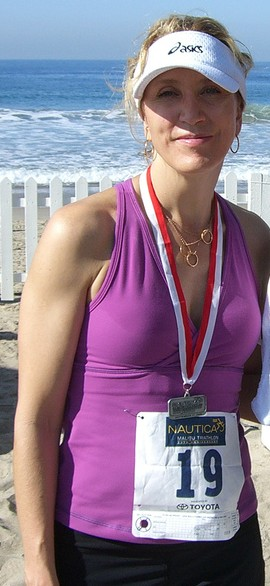
Felicity Huffman
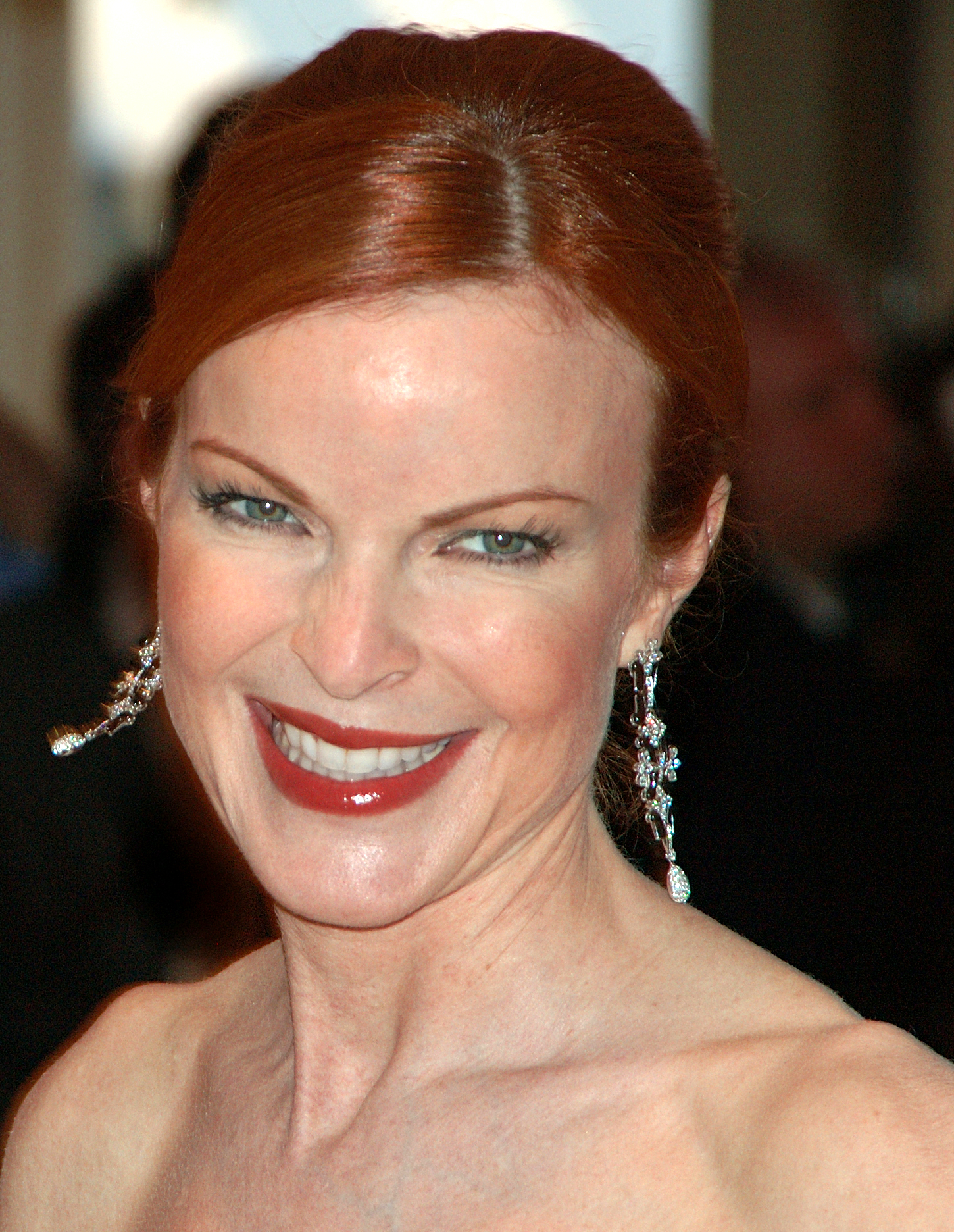
Marcia Cross
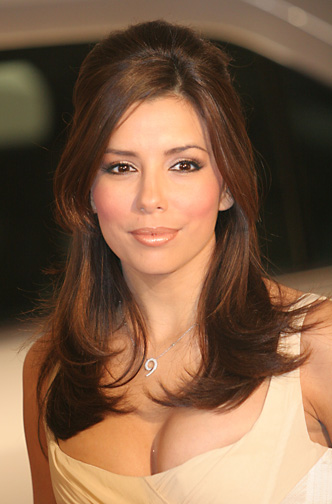
Eva Longoria
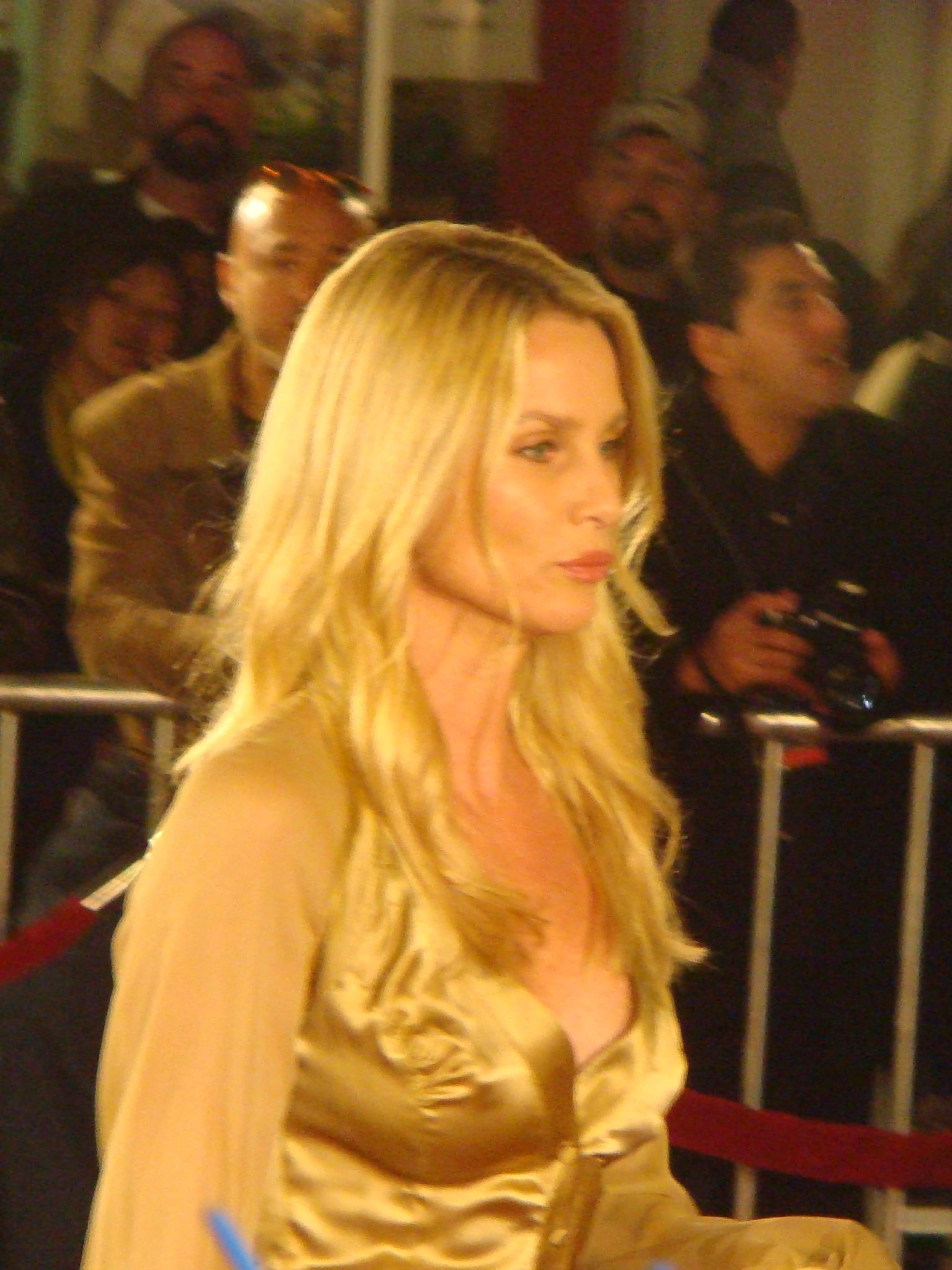
Nicollette Sheridan

| Aktorka             | Postać          | Sezon 1                                | Sezon 2                                | Sezon 3                                | Sezon 4                                | Sezon 5                                | Sezon 6                                | Sezon 7                                | Sezon 8                                |
| ------------------- | --------------- | -------------------------------------- | -------------------------------------- | -------------------------------------- | -------------------------------------- | -------------------------------------- | -------------------------------------- | -------------------------------------- | -------------------------------------- |
| Marcia Cross        | Bree Weston     | s01e01 do s03e16 i od s03e23 do s08e23 | s01e01 do s03e16 i od s03e23 do s08e23 | s01e01 do s03e16 i od s03e23 do s08e23 | s01e01 do s03e16 i od s03e23 do s08e23 | s01e01 do s03e16 i od s03e23 do s08e23 | s01e01 do s03e16 i od s03e23 do s08e23 | s01e01 do s03e16 i od s03e23 do s08e23 | s01e01 do s03e16 i od s03e23 do s08e23 |
| Eva Longoria        | Gabrielle Solis | s01e01 do s08e23                       | s01e01 do s08e23                       | s01e01 do s08e23                       | s01e01 do s08e23                       | s01e01 do s08e23                       | s01e01 do s08e23                       | s01e01 do s08e23                       | s01e01 do s08e23                       |
| Felicity Huffman    | Lynette Scavo   | s01e01 do s08e23                       | s01e01 do s08e23                       | s01e01 do s08e23                       | s01e01 do s08e23                       | s01e01 do s08e23                       | s01e01 do s08e23                       | s01e01 do s08e23                       | s01e01 do s08e23                       |
| Teri Hatcher        | Susan Delfino   | s01e01 do s08e23                       | s01e01 do s08e23                       | s01e01 do s08e23                       | s01e01 do s08e23                       | s01e01 do s08e23                       | s01e01 do s08e23                       | s01e01 do s08e23                       | s01e01 do s08e23                       |
| Nicollette Sheridan | Edie Williams   | s01e01 do s05e19 i s05e23              | s01e01 do s05e19 i s05e23              | s01e01 do s05e19 i s05e23              | s01e01 do s05e19 i s05e23              | s01e01 do s05e19 i s05e23              |                                        |                                        |                                        |

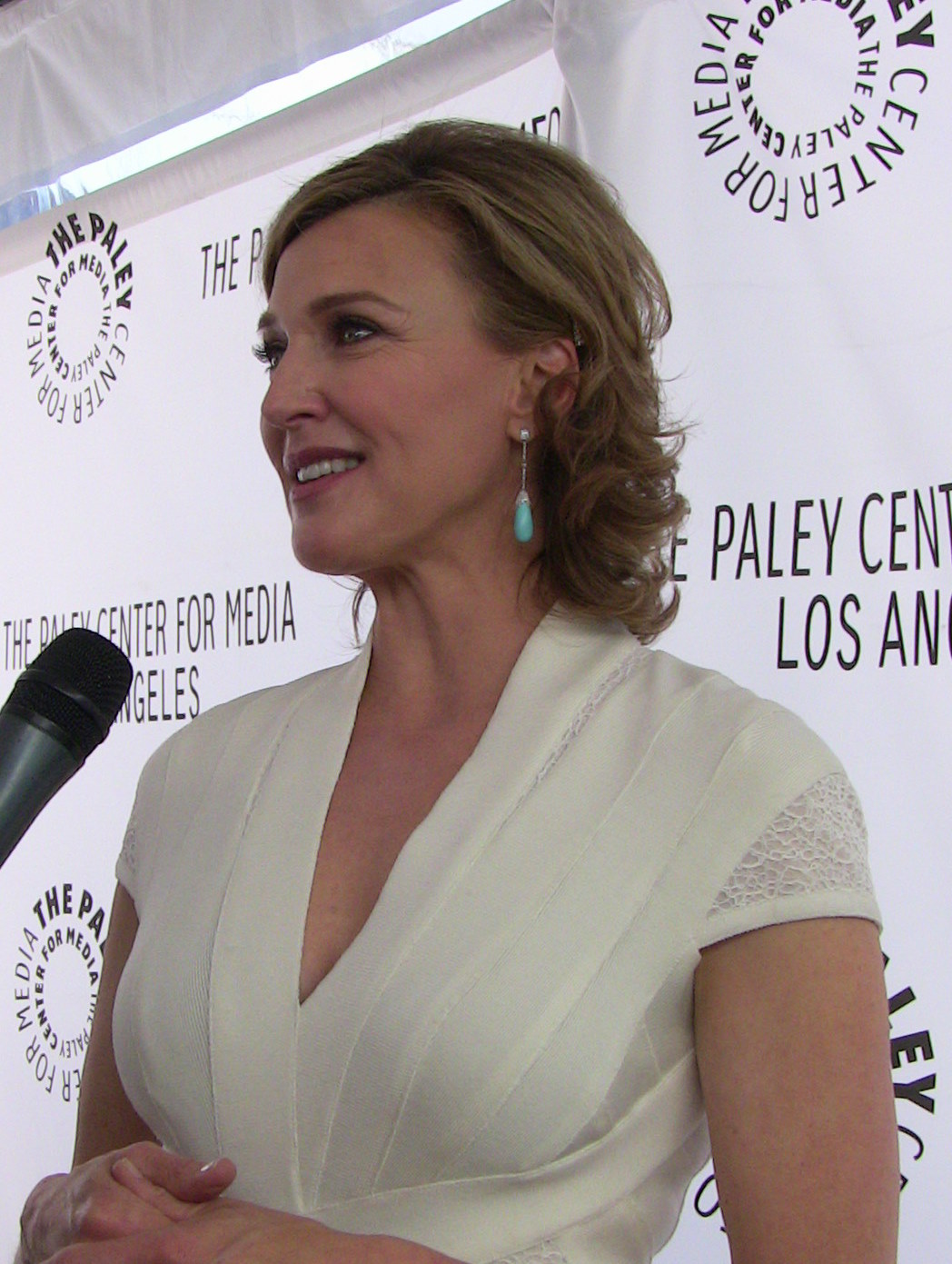
Brenda Lee Strong
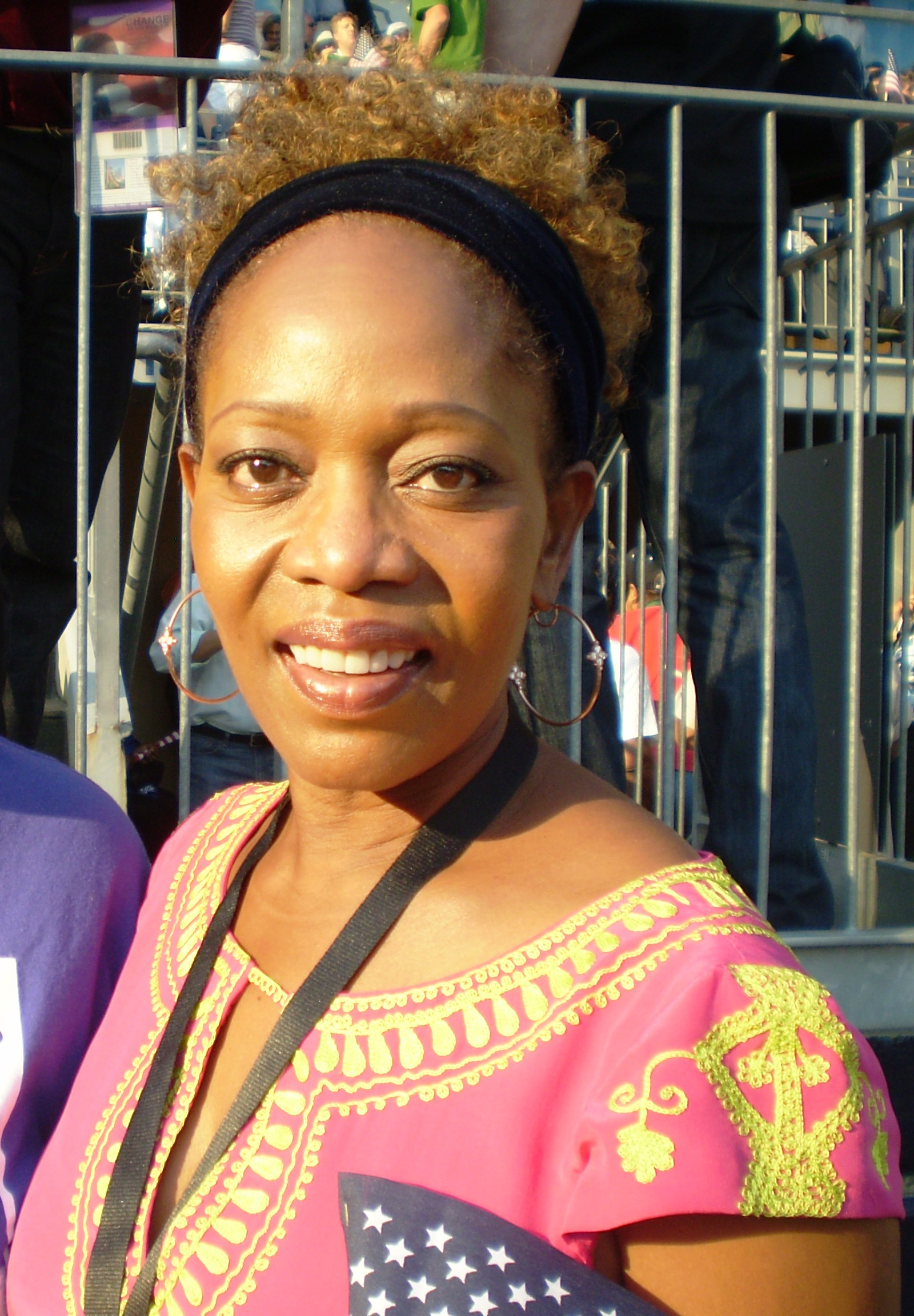
Alfre Woodard
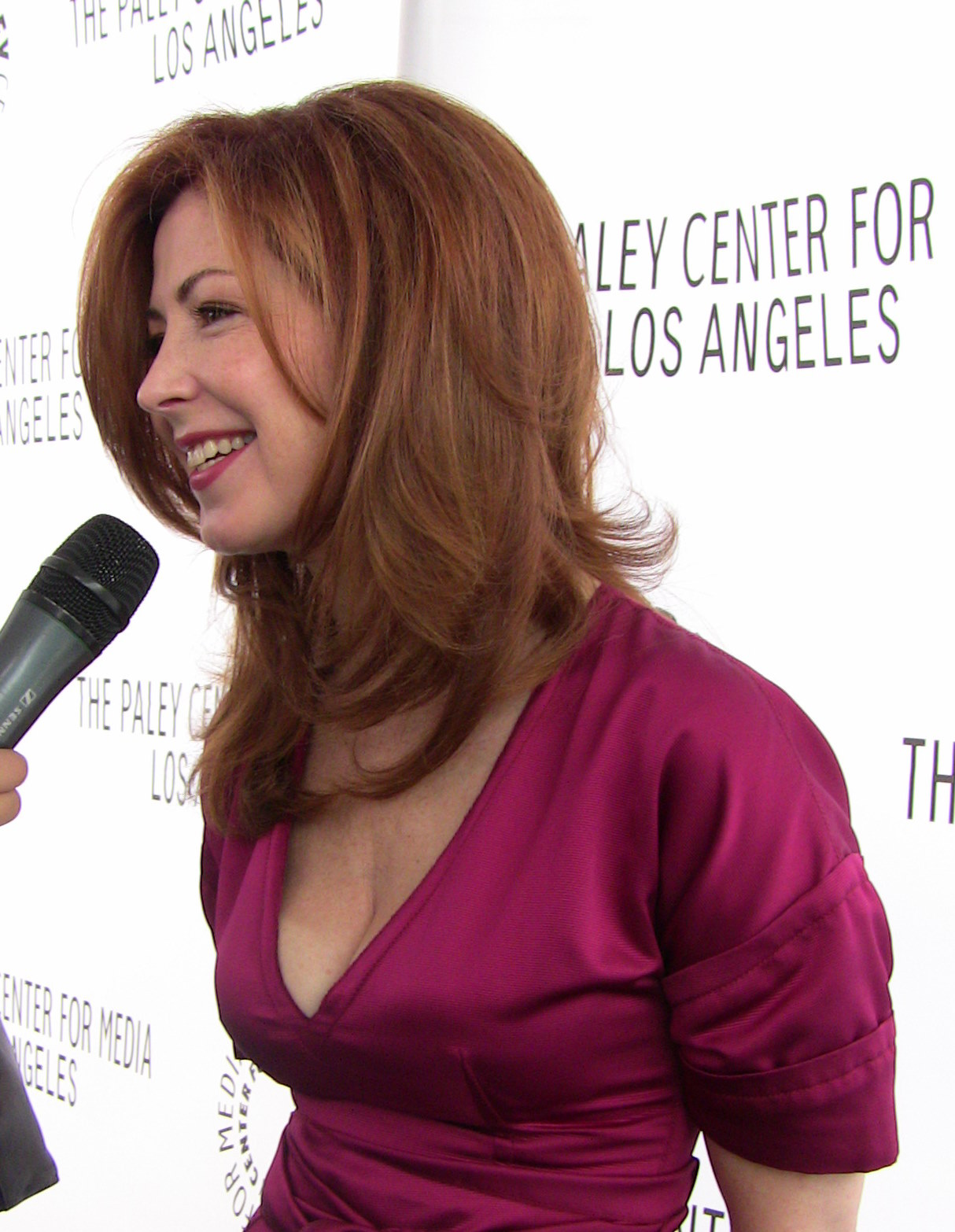
Dana Delany
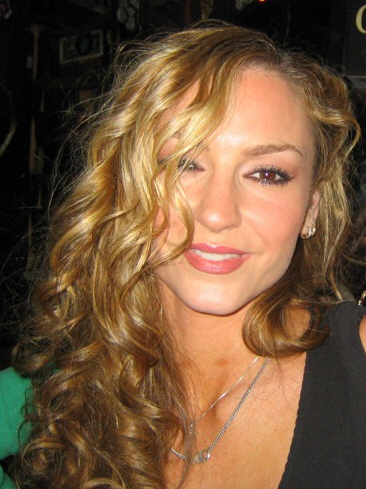
Drea de Matteo
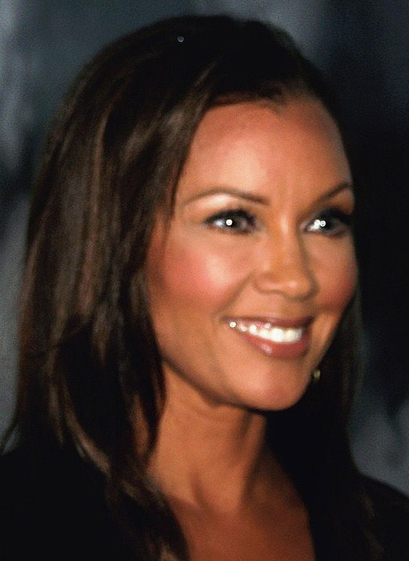
Vanessa Lynn Williams

| Aktorka          | Postać            | Sezon 1                                                                     | Sezon 2                                                                     | Sezon 3                                                                     | Sezon 4                                                                     | Sezon 5                                                                     | Sezon 6                                                                     | Sezon 7                                                                     | Sezon 8                                                                     |
| ---------------- | ----------------- | --------------------------------------------------------------------------- | --------------------------------------------------------------------------- | --------------------------------------------------------------------------- | --------------------------------------------------------------------------- | --------------------------------------------------------------------------- | --------------------------------------------------------------------------- | --------------------------------------------------------------------------- | --------------------------------------------------------------------------- |
| Brenda Strong    | Mary Alice Young  | s01e01 do s08e23 (178 odcinków jako narrator, w tym 17 występów gościnnych) | s01e01 do s08e23 (178 odcinków jako narrator, w tym 17 występów gościnnych) | s01e01 do s08e23 (178 odcinków jako narrator, w tym 17 występów gościnnych) | s01e01 do s08e23 (178 odcinków jako narrator, w tym 17 występów gościnnych) | s01e01 do s08e23 (178 odcinków jako narrator, w tym 17 występów gościnnych) | s01e01 do s08e23 (178 odcinków jako narrator, w tym 17 występów gościnnych) | s01e01 do s08e23 (178 odcinków jako narrator, w tym 17 występów gościnnych) | s01e01 do s08e23 (178 odcinków jako narrator, w tym 17 występów gościnnych) |
| Alfre Woodard    | Betty Applewhite  | s01e22 i s01e23                                                             | s02e01 do s02e24                                                            |                                                                             |                                                                             |                                                                             |                                                                             |                                                                             |                                                                             |
| Dana Delany      | Katherine Mayfair |                                                                             |                                                                             |                                                                             | s04e01 do e6e18                                                             | s04e01 do e6e18                                                             | s04e01 do e6e18                                                             |                                                                             | s08e23                                                                      |
| Drea de Matteo   | Angie Bolen       |                                                                             |                                                                             |                                                                             |                                                                             |                                                                             | s06e01 do s06e23                                                            |                                                                             |                                                                             |
| Vanessa Williams | Renee Faulkner    |                                                                             |                                                                             |                                                                             |                                                                             |                                                                             |                                                                             | s07e01 do s08e23                                                            | s07e01 do s08e23                                                            |

### Drugoplanowa
- Andrea Bowen – Julie Alexandra Mayer, córka Susan i Karla
- Brent Kinsman i Shane Kinsman – Preston i Porter Scavo, synowie Lynette i Toma (serie 1–4, odc. 5.01, 6.23 i 7.15)
- Cody Kasch – Zachary „Zach” Young, syn Mike’a i Deirdre (serie 1–2, odc. 3.12–3.15, 7.12 i 7.14–7.15)
- Daniella Baltodano – Celia Solis, młodsza córka Gabrielle i Carlosa (4.17 i serie 5–8)
- Darcy Rose Byrnes – Penny Scavo, starsza córka Lynette i Toma (serie 7–8)
- Doug Savant – Tom Scavo, mąż Lynette
- James Denton – Mike Delfino, drugi mąż Susan
- Joshua Logan Moore – Parker Scavo, nastoletni syn Lynette i Toma (serie 5–8)
- Joy Lauren – Danielle Van De Kamp, córka Bree i Rexa (serie 1–3, odc. 4.01–4.06, 5.01, 5.03, 6.18, 7.04 i 8.04)
- Kathryn Joosten – Karen McCluskey, sąsiadka gospodyń
- Kendall Applegate – Penny Scavo, córka Lynette i Toma (serie 5–6)
- Kevin Rahm – Lee McDermott, partner Boba, sąsiad Gabrielle i Susan (serie 4–8)
- Kyle MacLachlan – Orson Hodge, były mąż Bree (2.19–2.24, serie 3–6, odc. 7.01, 7.11 i 8.13–8.15)
- Madison De La Garza – Juanita Solis, prawna córka Gabrielle i Carlosa (serie 5–8)
- Mark Moses – Paul Young, wdowiec po Mary Alice i Beth (serie 1–2, odc. 3.11–3.13, 6.23–7.22 i 8.02)
- Mason Vale Cotton – Maynard James „M.J.” Delfino, syn Susan i Mike’a (serie 5–8)
- Max Carver i Charlie Carver – Preston i Porter Scavo, nastoletni synowie Lynette i Toma (serie 5–8)
- Orson Bean – Roy Bender, wdowiec po Karen (serie 6–8)
- Ricardo Antonio Chavira – Carlos Solis, mąż Gabrielle
- Shawn Pyfrom – Andrew Van De Kamp, syn Bree i Rexa (serie 1–5 oraz 6.04, 6.12, 6.16–6.19, 6.21–6.23, 7.02, 7.10, 7.17–7.18 i 8.18)
- Tuc Watkins – Bob Hunter, partner Lee, sąsiad Gabrielle i Susan (serie 4–8)
- Zane Huett – Parker Scavo, syn Lynette i Toma (serie 1–4 i odc. 6.23)

### Gościnna
| Postać                 | Aktor                             | Relacja do innych | Odcinki                                        | Fabuła |
| ---------------------- | --------------------------------- | --- | ---------------------------------------------- | --- |
| Alberta Fromme         | Betty Murphy                      | sąsiadka mieszkańców okolicy. | 1.05, 2.06, 2.10–2.11 i 3.08                   | Na każdym osiedlu mieszka taka kobieta jak Alberta Fromme. Każda z nich ma kota. Kiedy pani Fromme wyjeżdżała, prosiła znajomych o opiekę nad pupilem. Tym razem musiała poprosić swoją sąsiadkę, Susan Mayer. Na Wisteria Lane wszyscy wiedzieli, że Susan prześladuje pech. (...) Machając na pożegnanie bała się, że pech będzie trwał. Kot bał się również.(...) Mary Alice Young (odc. 1x05) Sezon 1 Po raz pierwszy pojawiła się, gdy oddała swojego kota pod opiekę Susan Mayer, a sama wyjechała. Tej nocy Mike Delfino włamał się do domu Alberty, po którym zorganizowano spotkanie sąsiadów w domu Scavo. Sezon 2 Rok później była świadkiem jak Susan oskarżyła Paula Younga o zabójstwo Marthy Huber, nie mając przy tym dowodów zbrodni. Sezon 3 Po raz ostatni pojawiła się, gdy Karen McCluskey zdjęła za nią lampki świąteczne z jej domu. |
| Claudia Sanchez        | Justina Machado                   | wdowa po Alejandrze/Ramonie. Nie jest spokrewniona/spowinowacona z Carmen i Hectorem Sanchez | 8.11–8.12                                      | Sezon 8 Cztery miesiące po zaginięciu Ramona, Susan Delfino przyjechała do nich do Oklahomy z pragnieniem zobaczenia czy nie cierpią z powodu zaginięcia mężczyzny. Claudia została zmuszona do sprzedania domu. Susan wręczyła jej czek ze swoim adresem. Claudia porozmawiała z Marisą, swą córką. Usłyszała od niej, że ta kobieta zapewniła, że Ramon nie wróci. Claudia przyjechała do niej do Fairview i sądziła, że ma romans z Ramonem. Rozpowiedziała to też za pomocą ulotek po Wisteria Lane. Przyszła do domu Gabi w czasie remontu. Widziały czerwoną plamę krwi Alejandra. Gabi wmówiła pracownikom, że to ślady po czerwonym winie. Gdy udali się na przerwę, zaprowadziła Claudię do kuchni i przedstawiła jej całą prawdę o Ramonie, a właściwie, Alejandrze Perezie. Claudia jej nie uwierzyła i nazwała kłamcą dopóki Marisa przyznała się, że jej zrobił to samo. |
| Daphne i Jeff Bicks    | Caroline Aaron i Dan Castellaneta | nieszczęśliwe małżeństwo, pracujące we własnej firmie „Aerial Banners”, założonej z kapitału ojca Daphne. | 6.11                                           | Sezon 6 Daphne Bicks była nieszczęśliwą kobietą. Najlepiej wiedział o tym jej mąż. Dlatego zaproponował jej pracę. Myślał, że rozweseli żonę. Jeff Bicks przekonał się, że sama praca nie wystarczy, by żona przestała narzekać. Zaczynała od samego rana a kończyła wieczorem, gdy wracali z pracy. Sprawy miały się tak źle, że Jeff zaczął prosić Boga o pomoc. Na szczęście dla Jeffa, Bóg miał już plan. Zostali wynajęci przez Karla Mayera by, w awionetce, przelecieli nad Wisteria Lane z napisem „Czy wyjdziesz za mnie Bree? Kocham Cię Karl”. Gdy zaczęli lecieć, pokłócili się o skąpstwo Jeffa. Ten wspomniał, że się z nią rozwiedzie. Jeff dostał ataku serca i zmarł. Tak oto nieszczęśliwe małżeństwo Jeffa i Daphne Bicksów dobiegło końca, w spadającym samolocie, nad podmiejską uliczką... nad Wisteria Lane. Daphne przejęła stery, odcięła banner i rozbiła maszynę na końcu uliczki. Sama zmarła na miejscu |
| Detektyw Lyons         | Billy Mayo                        | były prowadzący sprawę zaginięcia Victora Langa oraz podpalenia klubu „biały koń”, która miała miejsce sześć lat później. | 4.08, 5.09, 5.21, 5.23, 5.24                   | Sezon 4 Gdy zaginął Victor Lang, przyjechał do Gabrielle zapytał o to czy miała romans z Carlosem. Ten wątek zgłosiła im Edie Britt, ale Gabi wszystkiemu zaprzeczyła. Victor odnalazł się i w szpitalu zaprzeczył im jakoby cokolwiek pamiętał. Sezon 5 Sześć lat później detektywom Lyons i Collinsowi (David M. Fabrizio) przydzielono sprawę podpalenia klubu „biały koń”. Odpytywali Dave’a Williamsa. Zdarzenie było podpaleniem, ale nie wiedzieli kim był Samuel Heller, którego ciało zwęgliło się na zapleczu. Później Tom i Lynette Scavo odpowiadali im w sprawie bójki ich syna z właścicielem baru i jego gróźb pod jego adresem. Dave podszedł do funkcjonariuszy i powiedział im, że Porter Scavo podpalił klub. Po śmierci jego drugiej żony, Edie spytali się czy znał doktora Hellera, ale Dave zaprzeczył. Wspomnieli, że obok miejsca zbrodni był Jackson Braddock. Malarza aresztowano na podstawie anonimowego doniesienia Dave’a o jego nielegalnym pobycie w kraju. Detektywi przesłuchali malarza tuż przed deportacją do Kanady. Nie rozpoznał Hellera, ale zeznał, że widział Dave’a przed miejscem zbrodni. Williamsa nie było w domu gdy udali się po niego. Nakryli za to Robertę Simonds z jej siostrą, Karen McCluskey. Na komisariacie pomogły policjantom połączyć fakt: nazwisko „Dash”, wypadek jego córki i pierwszej żony z małżeństwem Delfino oraz zamieszkanie na tej samej ulicy co sprawcy tego wypadku. Umożliwiło to rozpoczęcie pościgu za Davidem. |
| Dyrektor Hobson        | John Rubinstein                   | dyrektor szkoły Oakridge w Fairview. | 5.14, 5.18, 6.12–6.14, 7.21 i 8.13             | Sezon 5 Hobson przyjął Susan do pracy w szkole jako asystentkę nauczycielki, gdy posłała tam Maynarda. Gdy do szkoły przyjęto Evana, był świadkiem kłótni między nią a Karlem Mayer. Sezon 6 Niemal rok później dyrektor przyjął do szkoły Juanitę z powodu jej meksykańskich korzeni, co zdziwiło dziewczynkę, gdyż identyfikowała się jako biała anglosaska. Hobson musiał też upomnieć Susan i Gabrielle, po tym jak ta pierwsza dowiedziała się w której grupie zaawansowania są ich dzieci. Zatrudnił też Robin Gallagher. Do czasu gdy jeden z rodziców nie rozpoznał w niej byłej striptizerki. Sezon 7 W trakcie Halloween Susan została wyrzucona z pracy. Dyrektor prywatnej szkoły dowiedział się od jednej z matek (Carly Thomas Smith), że żona Mike’a pracowała w serwisie „Va Va Va Broom Ladies”, gdzie sprzątała dom w samej bieliźnie. Gdy przez rok namawiała go by cofnął decyzję, skierował ją do rady rodziców. Sezon 8 Susan w końcu się udało się to połowicznie bo została nauczycielką zastępczą. Upomniał też Gabrielle, by Juanita nie całowała chłopców na siłę, jak to zrobiła do niedawna |
| Edwin Mullins          | Cheyenne Wilbur                   | były sąsiad Gabi i Susan. Ma brata, który prowadził sprawę rozwodową Susan. | 1.05, 1.16 i 1.22                              | Edwin wypychał zwierzęta. Edwin bardzo ufał Bree Van de Kamp, dlatego podarował jej klucze do swojego domu Sezon 1 Mieszkał w domu przy 4351 Wisteria Lane. Pojawił się na spotkaniu sąsiadów zorganizowanym po włamaniu do Alberty Fromme, gdzie ostrzegał ludzi, iż agencje rządowe ich podsłuchują. Mary Alice przedstawiła go jako „Bob Fisk”. Raz strzelił w powietrze ze strzelby, gdy lokalne dzieci obrzuciły jego dom papierem toaletowym. Mężczyzna posiadał też zapasowy klucz do domu Karen McCluskey o czym wspomniała Lynette. Po roku od śmierci Mary Alice państwo Mullins opuszczali Wisteria Lane. Przez ostatni rok, w ich sąsiedztwie doszło do samobójstwa Mary Alice, podpalenia domu Susan, bijatyk, szantażu i morderstwa Marthy Huber. W obawie przed zgnilizną moralną, Mullinsowie postanowili się wynieść. Najdziwniejsze, że nikt z sąsiadów tego nie zauważył. Edwin wyprowadził się z żoną (Geraldine Singer) w nieznanym kierunku. Żaden z sąsiadów tego nie zauważył |
| Eli Scruggs            | Beau Bridges                      | nieżyjąca złota rączka gospodyń z Wisteria Lane. Eli Scruggs był najlepszym ze wszystkich majstrów. Każdy klient potwierdził, że Eli naprawiał wszystko: rozbity wazon, cieknącą rurę czy obluzowaną poręcz. Eli zawsze wykonywał robotę porządnie. | 5.13                                           | * W 2002 roku Mary Alice Young stała się jego pierwszą klientką i to ona zapoznała go z innymi odbiorcami jego usług. - W 2003 roku Gabrielle Solis, gdy wprowadziła się na ulicę, nie miała przyjaciół a on wprowadził je do towarzystwa dzisiejszych przyjaciółek. Susan Mayer była wściekła, gdy usłyszała od Scruggsa o innych kochankach Karla, gdy się z nim rozwodziła. Kazała mu zmienić zamki w drzwiach. W 2004 roku Edie Rothwell z jego pomocą przetrwała spadek wiary we własną atrakcyjność po rozstaniu z mężem, Umberto. Eli trafił do szpitala gdy Susan przypadkowo podpaliła dom Edie. Bree Van de Kamp planowała wydanie książki kucharskiej za życia męża, Rexa, gdyż brakowało jej pieniędzy na nowy sprzęt AGD. Rex wyśmiał ten pomysł i Bree wyrzuciła przepisy przy Elim. Lynette Scavo zdecydowała, dzięki niemu, że po urodzeniu Penny zostanie w domu z córeczką i nie wróci do pracy o którą tak się starała. Mary Alice wpuściła go do domu gdy otrzymała kartkę z szantażem. Eli był ostatnią osobą, która widział ją żywą. Podarowała mu wazon, który jej naprawił dwa lata wcześniej, ale nie miał odwagi jej pomóc. Gdy wynosili jej ciało z domu, obiecał, że będzie pomagać każdemu na swojej drodze. - W 2005 roku Eli pożegnał Rexa na jego pogrzebie. Po naprawie w domu wdowy i po stypie, przyniósł jej przepisy, po czym pochwalił jeden z nich. - W 2012 roku Susan, gdy rozpadło się jej małżeństwo z Mikiem, rozpaczała, ale po rozmowie z nim poczuła ulgę. Usłyszała jak podziwiał ją, że zawsze szuka miłości, mimo cierpienia jakie ją spotyka. Sezon 5 Gdy lekarz stwierdził, że ma słabe serce, postanowił przejść na emeryturę. Zostawił tylko ulotki z tą informacją w każdej skrzynce sąsiadów, co zdenerwowało Karen McCluskey. Po raz ostatni wszedł na drabinę na dach domu Susan by przytwierdzić gont. Gdy tylko dokończył ostatnie zlecenie, nie robiąc zamieszania, zmarł na atak serca. Co najważniejsze, zostawił porządek. Juanita Solis znalazła go jako pierwsza. Wszystkie gospodynie wspominały jak wpłynął na ich życie. Pogrzeb mężczyzny zgromadził całą Wisteria Lane i wielu ludzi z Fairview. Bree ugotowała jego ulubione dania na stypę a Gabrielle kupiła wielki wieniec pomarańczowych róż na jego trumnę |
| Jenny Hunter-McDermott | Isabella Acres                    | adoptowana córka Boba Huntera i Lee McDermotta, urodzona w 2006 roku. | 7.13, 7.16 i 8.03                              | Geje, mieszkający na Wisteria Lane, wpadli na pomysł adopcji już rok wcześniej. Byli już po niepowodzeniach z tym związanych przez co ich związek się nawet rozpadł. Po tym jak do siebie wrócili, znowu zaczęli myśleć o przygarnięciu jakiegokolwiek dziecka jako swojego. W ośrodku adopcyjnym powiedziano im, że musieli by czekać dwa lata na niemowlę. Znaleźli więc sierociniec ze starszymi dziećmi i tak wybrali 10 – letnią dziewczynkę. Na wspólnym brunchu z Solisami, Lee pokazał jej zdjęcie Carlosowi i Gabi. Miała przyjechać do nich za 30 dni. Częściowo otworzyło to Gabrielle świeżą ranę po stracie Grace. Sezon 7 Renee Perry urządziła jej pokój a Bob i Lee widzieli, że kiedyś sama chciała być matką, dlatego pozwolili by Jenny zwracała się do Renee jak do cioci. Dziewczynka uczyła się już języka mandaryńskiego i grała na skrzypcach. Zrobiła błąd podczas szkolnego konkursu talentów, ale Bob i Lee nie mogli być z niej bardziej dumni. Sezon 8 Dziewczynie zaczął rosnąć biust. Lee zwrócił się do Renee o pomoc w doborze stanika. Udały się na zakupy i nawiązały nic przyjaźni. Stało się to jednak problemem, gdyż coraz częściej chciała z nią przebywać. Lee się załamał ponieważ jego najgorszy koszmar wychowawczy właśnie się spełniał. Renee szybko pozbierała go w całość. Upewniła go, że razem z Bobem wykonują świetną pracę. Lee urządził Jenny co poniedziałkowe malowanie paznokci. |
| Marisa Sanchez         | Daniela Bobadilla                 | pasierbica Alejandra/Ramona z jego drugiego małżeństwa, urodzona w 2002 roku. Nie jest spokrewniona/spowinowacona z Carmen i Hectorem Sanchez. | 8.11 i 8.12                                    | Sezon 8 Marisa była nastolatką gdy jej ojczym molestował ją. Następnie zaginął a cztery miesiące później Susan przyjechała do nich do Oklahomy i wręczyła czek Claudii za lego, które od niej kupiła. Susan dostrzegła za plecami kobiety smutną i nieśmiałą twarz Marisy. Susan wyszła, zaczekała przed domem do wieczora. Gdy nastolatka wyszła wynieść śmieci, Susan powiedziała jej, że ojczym już nigdy jej nie skrzywdzi. przekazała matce tę informację i wraz z nią przyjechała do Fairview. Gdy Claudia odwiedziła Gabrielle, Susan doradziła dziewczynie, by nie skrywała tego co zrobił jej ojczym bo to ją wyniszczy. Tak zrobiła jej przyjaciółka. Marisa z płaczem wyznała matce prawdę o jej mężu. |
| Mitzi Kinsky           | Mindy Sterling                    | sąsiadka gospodyń z 4347 Wisteria Lane. | 6.14, 6.23, 7.09–7.10 i 7.16–7.17              | Mitzi, około 50−60 lat, ma dwójkę dzieci, bezpłodnego syna i córkę–lesbijkę. Wprowadziła się na Wisteria Lane w 2015 roku. Sezon 6 Angie Bolen nękała Mitzi by segregowała śmieci. W końcu podeszła do kobiety, która określiła sąsiadkę mianem „śmieciowej policji”. Angie nalegała by oddzielała szkło od plastiku, ale nie chciała tego robić. Gdy Delfino się wyprowadzili, Karen McCluskey zmusiła Mitzi by kupiła za 300 dolarów stół z krzesłami. Sama chciała dać im mniej za komplet. Sezon 7 Paul Young wrócił na uliczkę wykupił 50% domów na ulicy. Straciła pracę, więc była zainteresowana tylko tym, ile może jej dać. Zaczęła się kłócić z sąsiadami. Paul nawiązał intrygę, dzięki której Mitzi wyjechała skuszona „ofertą pracy”. Paul okłamał Boba i Lee, że sprzedała mu swój dom. tak uzyskał ich nieruchomość i większość w radzie osiedla. Otworzył swój dom resocjalizacji przestępców a Mitzi w trakcie zamieszek wskazała Lee jako winowajcę. Podczas wydarzenia, Susan Delfino straciła nerkę. Mitzi nie zgodziła się oddać jej swojego organu mimo akcji na jej rzecz prowadzonej przez Bree. Ostatecznie to Beth Young oddała nerkę Susan po tym jak się postrzeliła. mimo żałoby na ulicy Renee Perry przygotowywała swoje coroczne przyjęcie wiosenne, ale Kinsky odmówiła przyjścia. Sezon 8 Została tylko wspomniana przez Carlosa, że wciąż mieszka na uliczce, a po śmierci Mike’a, podarowała Susan kosz słoików z dżemem. O tym napomknęła tylko Julie. |
| Pete Romslo            | Andy Umberger                     | jeden z detektywów w Fairview i przyjaciel Wayne'a Davis. | 2.01 i 4.17                                    | Sezon 2 Po tym jak Mike i Susan przeżyli napaść Zacha Younga z bronią w ręku, Romslo usiłował przesłuchać kobietę w szpitalu. Tymczasem Mike poprosił go by nie spisywał oskarżenia, co usłyszała Julie. Funkcjonariusz kazał mu później identyfikować zwłoki chłopaka, ale nie należały do Zacha. Sezon 4 Trzy lata później Katherine Mayfair zgłosiła mu zaginięcie jej męża, Adama. Pete i Wayne Davis byli zaprzyjaźnieni. Dlatego Romslo powiedział jej, że Wayne nikogo by nie skrzywdził. Uznał, że to zemsta za jakąś starą rodzinną kłótnię i kazał jej wypełnić formularze. Zadzwonił do Wayne'a z informacją, że jego była żona była u niego i jest szalona, tak jak powtarzał. Później, Pete znalazł się na Wisteria Lane, krótko po tym jak Katherine zastrzeliła Davisa. Przejrzał on zeznania sąsiadek i na ich podstawie przyznał, że była to obrona konieczna. |
| Rose Kemper            | Gloria LeRoy                      | była sąsiadka gospodyń z 4348 Wisteria Lane. | 5.20                                           | Pochowała jednego męża, wychowała pięcioro dzieci. Przetrwała chorobę, biedę, a nawet utratę zębów. W rezultacie życiowych doświadczeń, nie bała się już niczego. Sezon 5 Wiele lat później zamaskowany Orson Hodge padł ofiarą Rose gdy włamał się do jej domu. Uderzyła go kijem baseballowym w głowę, przez co uciekł frontowymi drzwiami. Gdy miała zadzwonić na policję, zobaczyła jak Edie Britt uderzyła w słup samochodem z powodu włamywacza. Doznała przez to lekkiego zawału. Opowiedziała potem Katherine Mayfair, że przyszła do niej „Śmierć”, ale zabrała Edie. Katherine porozmawiała z opieką społeczną. Orson skłamał, że Rose ma demencję starczą. Z tego powodu Rose została zabrana przez opiekę społeczną. Ciekawostka Jedną z jej córek mogła być Sasha Eden, ponieważ jej syn bawił się na balkonie domu Rose z Porterem i Prestonem Scavo, co zostało pokazane w serii drugiej. |
| Ruth Ann Heisel        | Dagney Kerr                       | pielęgniarka w szpitalu „Fairview Memorial”. | 1.17, 2.14 i 2.16                              | Była nieszczęśliwa w małżeństwie i planowała odejść od męża. Pracowała na nocnej zmianie. Nie zdała egzaminu pielęgniarskiego. Sezon 1 Ruth zajmowała się pacjentami w szpitalu, gdy po 5 miesiącach śpiączki obudziła się Juanita „Mama” Solis. Szukając kogokolwiek, spadła ze schodów i wylądowała obok Ruth. Ta podbiegła do niej i Juanita przekazała jej, że synowa zdradza jej męża. Ruth nic nie usłyszała, bo miała słuchawki na uszach. Później przyszła do niej Gabrielle Solis i pod okiem przełożonego przekazała jej, że Juanita zmarła we śnie. Gabi nie przyjęła rzeczy po teściowej. Sezon 2 Pogratulowała doktorowi McCready jego pierwszej operacji wycięcia śledziony u Susan Mayer. Pomogła mu w wyborze kwiatów i kartki dla Susan, ale Karl Mayer wyjawił jej w żartach by troszczyła się o jego zonę. Sprawdziła Susan i wyszło na jaw, że jest mężatką. Susan wybiegła za nią i wyjawiła, że jest to tylko fikcyjne małżeństwo na potrzeby oszustwa ubezpieczeniowego. Podczas samej operacji Susan wyznała, że kocha Mike'a. Była pod narkozą a Ruth wykrzyczała doktorowi Ronowi, że jest też mężatką. |
| Karen Stouffer         | Oprah Winfrey                     | jednodniowa sąsiadka gospodyń i małżonka Gordona. | Odcinek specjalny „Oprah Is The New Neighbour” | Ona i Gordon (Gregg Daniel) wyprowadzili się do Chicago, gdyż pochowali kogoś pod jacuzzi. Udając zmęczenie nieustającym wyścigiem szczurów w wielkiej korporacji, ona i jej małżonek przenieśli się do Fairview, do domu przy 4351 Wisteria Lane. Powitały ją wszystkie gospodynie, lecz odkryła ich sekrety gdy chciała pożyczyć od nich cukier: wrzaski Lynette Scavo na swoje dzieci, pieniądze i rewolwer Mike’a Delfino, kłótnię Bree Van De Kamp z George’em Williamsem, niezdarność nagiej Susan Mayer w krzakach, wyzywające mycie auta przez Edie Britt oraz pocałunek ogrodnika Johna z Gabrielle Solis. Karen była oburzona, ale Gordon kazał jej iść na spacer. W jego trakcie zobaczyła jak Paul Young zaciągnął ciało jeszcze żywej Marthy Huber do wykopanego dołu. To przelało czarę goryczy i para uciekła z uliczki. Mężczyzna zauważył kartkę na tablicy rozdzielczej: Wiem, co zrobiłaś. Robi mi się od tego niedobrze. Zamierzam powiedzieć. Karen wiedziała, że ktoś ich będzie szantażował, więc kazała jak najszybciej odjechać z miejsca. |

- Aaron Lustig – Craig Lynwood, lekarz prowadzący Susan przed jej przeszczepem (7.14 i 7.16–7.17)
- Alec Mapa – Vern, były stylista Gabrielle (2.07, 3.09–3.10, 3.13 i 3.21)
- Andrea Parker – Jane Carlson, była dziewczyna Toma z czasu separacji z Lynette (8.04, 8.06–8.09 i 8.16–8.21)
- Andrew Leeds – Leo Katz, były mąż Danielle (5.03)
- Anne Dudek – Brandi, była kochanka Karla (1.03)
- Anthony Azizi – Robert Faladi, były kochanek Danielle (3.04–3.05)
- Ashley Austin Morris – Mary Beth, była narzeczona Andrew (8.18)
- Beau Mirchoff – Danny Bolen, syn Angie i Patricka (6.01–6.23)
- Bob Newhart – Morty Flickman, czwarty mąż Sophie (1.18, 1.21, 2.08)
- Brian Austin Green – Keith Watson, były chłopak Bree (7.01–7.15)
- Brian Kerwin – Harvey Bigsby, wdowiec po Carolyn (3.06–3.07)
- Carl Mueller – Edwin Hodge, ojciec Orsona (3.15)
- Carla Jiminez – Carmen Sanchez, matka Juanity (7.04, 7.06 i 7.08–7.09)
- Carol Burnett – Eleanor Mason, macocha Bree (2.19)
- Carrie Preston – Lucy Lindquist, siostra Lynette i Lydii (4.07)
- Cecilia Balagot – Grace Sanchez, starsza córka Gabrielle i Carlosa (7.04, 7.06 i 7.08–7.09)
- Celia Weston – Adele Delfino, matka Mike’a (4.15)
- Challen Cates – Samantha Lang, była żona Victora (3.17)
- Charles Mesure – Ben Faulkner, drugi mąż Renee (8.01–8.23)
- Charlie Babcock – Stu Durber, były współpracownik Lynette (2.01, 2.03, 2.06, 2.08–2.09 i 5.04)
- Chloë Grace Moretz – Sherri Maltby, była podopieczna Gabrielle (3.10 i 3.13)
- Chris Carmack – Tim Bremmer, kuzyn Susan (4.11)
- Christopher Gartin – Herbert „Rashi” Brickmeyer, narzeczony Lydii (8.03)
- Christopher Rich – Bruce, były wydawca książek kucharskich Bree (5.16 i 6.19)
- Connor O'Farrel – detektyw Copeland, prowadził sprawę śmierci pani Huber (1.11–1.12 i 1.15)
- Currie Graham – Ed Ferrara, były pracodawca Lynette (2.01, 2.09–2.10, 2.13–2.14, 2.17, 2.20–2.21 i 3.13)
- Dakin Matthews – Pastor Sykes, duchowny zboru prezbiterian w Fairview (1.19, 2.01, 3.02, 4.11, 6.12, 7.12, 7.16, 8.05 i 8.12)
- Derek Webster – detektyw Harrison, prowadził sprawę nieudanego zamachu na życie Paula (7.11, 7.13 i 8.16)
- Diksie Carter – Gloria Hodge, matka Orsona (3.08–3.11 i 3.13 − 3.15)
- Don Moss – Ksiądz Drance, dawny znajomy Dave’a (5.16)
- Doris Roberts – Doris Hammond, owdowiała i bardzo zamożna była klientka usług Gabrielle (8.20)
- Dougray Scott – Ian Hainsworth, były narzeczony Susan (3.01–3.04, 3.06 − 3.11 i 3.13 − 3.20)
- Eddie McClintock – Frank Helm, ojczym Lily i stryj dziewczynki (2.17–2.20)
- Ernie Hudson – detektyw Ridley, prowadził sprawę zaginięcia Almy i śmierci Monique (3.02, 3.05–3.11 i 3.15)
- Evan Parke – Derek Yeager, znajomy Paula z czasów więzienia (7.09–7.10)
- Faith lub Hope Dever – Lily Collins, była adoptowana córka Solisów (2.19–2.20)
- Frances Conroy – Virginia Hildebrand, była klientka masaży Carlosa (5.06–5.08)
- Gail O’Grady – Anne Schilling, była kochanka Portera Scavo (5.06–5.09)
- Gale Harold – Jackson Braddock, były kochanek Susan (4.17–5.12 i 5.21–5.24)
- Golden Retriever – Roxy, były pies − przewodnik Carlosa (4.13, 4.14 i 4.17)
- Greg Evigan – Charles McLain, pierwszy były mąż Edie (3.21)
- Gwendoline Yeo – Xiao Mei, druga była pokojówka Solisów i była kochanka Carlosa (2.14–2.15 i 2.19–3.02)
- Heather Stephens – Kendra Taylor, siostra Deirdre (1.07 i 1.21)
- Heidi Klum – była koleżanka Gabi z czasów modelingu (6.17)
- Henry Cox – Henry Mason, ojciec Bree (2.19)
- Ion Overman – Maria Scott, wdowa po Bradleyu (5.11 i 5.15–5.16)
- Isabella Acres – Jenny Hunter – McDermott, adoptowana córka Boba i Lee (7.13, 7.16 i 8.03)
- Jake Cherry, następnie Stephen Lunsford – Travers McLain, syn Edie i Charlesa (3.16–3.21 i 5.19)
- Jake Soldera – Benjamin Tyson Van De Kamp, syn Danielle i Austina (5.03, 7.04 i 8.04)
- Jane Leeves – Dr Graham, była terapeutka Boba i Lee oraz małżeństwa Scavo (6.13–6.14)
- Jason Gedrick – Rick Coletti, były adorator Lynette (3.18–3.21 i 4.12–4.13)
- Jay Harrington – dr Ron McCready, były chłopak Susan (2.12–2.18)
- Jeff Doucette – ojciec Crowley, proboszcz kościoła w Fairview (1.08, 1.17, 1.20, 2.10, 2.13–14, 4.11, 5.22, 6.08 i 6.11)
- Jeffrey Nordling – Nick Bolen, mąż Angie (6.01–6.23)
- Jesse Metcalfe – John Rowland, były kochanek Gabrielle (seria 1, odc. 2.01, 2.03, 2.24, 3.03, 4.05 i 6.03–6.04)
- Jill Brennan – Tish Atherton, przyjaciółka Bree i Carolyn (1.16, 2.09, 2.14 i 3.06)
- Joanna Cassidy – Melina Cominis, matka Alexa (5.11)
- Joely Fisher – Nina Fletcher, była szefowa Lynette (2.01, 2.03, 2.05–2.06 i 2.09)
- John Haymes Newton – Jonathan Lisco, monter kablówki (1.04 i 1.23)
- John Mariano – Oliver Weston, prywatny detektyw wynajęty przez Edie (2.21)
- John Schneider – Richard Watson, ojciec Keitha (7.07–7.10)
- Josh Henderson – Austin McCann, siostrzeniec Edie (3.02–3.03, 3.05, 3.07–3.08, 3.10–3.12 i 3.14–3.16)
- Josh Zuckerman i Nicholas Sarullo – Eddie Orlofsky, Dusiciel z Fairview (6.03–6.04, 6.08–6.09, 6.12, 6.16, 6.19–6.23)
- Joyce Van Patten – Carol Prudy, żona Addisona (2.09–2.10)
- Julie Benz – Robin Gallagher, była dziewczyna Katherine (6.14–6.18)f
- Kaila Say – Juanita Solis, prawna córka Gabrielle i Carlosa (4.17)
- Kathleen York – Monique Polier, była kochanka Orsona i Harveya (3.06, 3.14–3.15)
- Kathryn Harrod – Helen Rowland, matka Johna (1.09, 1.13 i 2.16)
- Kathy Najimy – detektyw Denise „Łosica” Lapera, była koleżanka Susan z liceum (6.07)
- Kristin Bauer van Straten – Veronica, matka karmiąca piersią 5-latka w firmie Lynette (2.17)
- Kurt Fuller – detektyw Barton, prowadził sprawę śmierci Rexa (2.03, 2.05, 2.09–2.10 i 2.12)
- Lamont Thompson – Lamar Benjamin, znajomy Orsona z czasów więzienia (6.09)
- Lanie Kazan – Maxine Rosen, była pracodawczyni Susan (7.01–7.05)
- Lee Tergesen – Peter McMillan, byłe zauroczenie Bree i były kochanek Andrew (2.17–2.21)
- Lesley Ann Warren – Sophie Bremmer − Flickman, matka Susan (1.18–1.21, 2.06, 2.08 i 7.12)
- Lesley Boone – Lucy Blackburn, była dziewczyna Carlosa (5.17–5.18)
- Lily Tomlin – Roberta Simonds, siostra Karen (5.06–5.08, 5.11 i 5.23–5.24)
- Linda Purl – Lilian Allen, matka Sama (6.21)
- Lindsey Kraft – Jennifer, nowa właścicielka byłego domu Susan (8.23)
- Liz Torres – Connie Solis, szwagierka ojca Carlosa (5.23)
- Lois Smith – Allison Scavo, matka Toma (7.05–7.06)
- Lucille Soong – Yao Lin, pierwsza była pokojówka Solisów (1.03–1.06, 1.10–1.14 i 5.13)
- Lyndsy Fonseca – Dylan Mayfair, adoptowana córka Katherine (4.01–4.17 i 6.10)
- Lynn Redgrave – Dahlia Hainsworth, matka Iana (3.17)
- Maiara Walsh – Ana Solis, kuzynka drugiego stopnia Carlosa (5.24–6.17)
- Maria Conchita Alonso – Lucia Marquez, matka Gabrielle (2.15)
- Mark Deklin – Bill Pearce, były chłopak Gabrielle (3.10–3.11)
- Mark Harelik – Bob Rowland, ojciec Johna (1.13)
- Marla Sokoloff – Claire, była niania dzieci Lynette (1.09–1.11)
- Marlee Matlin – Alisa Stevens, znajoma Lynette z Barcliff Academy (1.17)
- Mary Margaret Lewis – Renee, matka Jane i była teściowa Iana (3.02 i 3.14)
- Mary Pat Gleason – Elenora Butters, nauczycielka Prestona i Portera a potem MJ-a (1.04, 5.04 i 8.18)
- Matt Cedeno – Umberto Rothwell, drugi były mąż Edie (5.13)
- Matt Roth – Arthur Shepherd, pedofil i były sąsiad Lynette (3.07–3.10)
- Megan Hilty – Suzette, była kochanka Bradleya (5.16)
- Melinda McGraw – Annabel Foster, była dziewczyna Toma (1.20–1.22)
- Melinda Page Hamilton – Mary Bernard, siostra zakonna i była „przyjaciółka” Carlosa (2.09–2.13)
- Mia Wesley – Leila Mitzman, była narzeczona George’a (2.08)
- Michael Dempsey – detektyw Murphy, przyjaciel Chucka (6.07, 7.22, 8.04, 8.10, 8.16–8.19)
- Michelle Pierce – Tammy Sinclair, była żona Johna (3.03 i 4.05)
- Miguel Ferrer – Andre Zeller, były nauczyciel Susan ws. sztuki (8.04–8.08)
- Mike Farrell – Milton Lang, ojciec Victora (3.23, 4.06 i 4.10)
- Nancy Travis – dr Mary Wagner, matka Keitha (7.07–7.08)
- Nathan Fillion – dr Adam Mayfair, drugi były mąż Katherine (4.01–4.03, 4.05–4.06, 4.08–4.11 oraz 4.16–4.17)
- Neal McDonough – David „Dave” Williams, właśc. David „Dave” Dash, wdowiec po Lily i Edie (5.01–5.24)
- Nichole Hiltz – Libby Collins, biologiczna matka Lily (2.17–2.20)
- Nike Doukas – Natalie Klein, przyjaciółka Lynette z byłej pracy (1.01, 1.22 i 8.23)
- Owczarek niemiecki – Bongo, były/nieżyjący pies Mike’a (1.01–1.02, 1.08, 1.23, 2.01 i 2.08)
- Page Kennedy, następnie NaShawn Kearse – Caleb Applewhite, syn Betty (2.02–2.24)
- Patrick Fabian – Frank, była randka Lynette (8.12–8.13)
- Paul Dooley – Addison Prudy, ojciec Susan (2.08–2.10)
- Paul Ryan – Bruce, kolega z pracy Lynette i ofiara nieudanej operacji plastycznej (5.22)
- Paulina Pořízková-Ocasek – była koleżanka Gabi z czasów modelingu (6.17)
- Paxton Whitehead – Graham Hainsworth, ojciec Iana (3.17)
- Peter Jason – Jeff, ojciec Jane i były teść Iana (3.02 i 3.14)
- Peter Onorati – Warren Schilling, były mąż Anne (5.08 i 5.10)
- Polly Bergen – Stella Lindquist/Wingfield/Kaminsky, matka Lynette, Lydii i Lucy (3.23, 4.01, 4.03, 4.06–4.08, 5.11–5.12 i 7.13–7.14)
- Rachel Giana Fox – Kayla Huntington Scavo, córka Nory i Toma (3.01, 3.05–3.07, 3.11, 3.16, 3.18–3.20, 3.22–3.23, 4.06, 4.10 i 4.14–4.16)
- Rebecca Creskoff – Stacy Strauss, pracownica Maxine (7.03)
- Reed Diamond – Gregg Limon, była randka Lynette (8.20–8.21)
- Reggie Austin – Doug Perry, były mąż Renee (7.05)
- Richard Roundtree – detektyw Shaw, płatny zabójca do wynajęcia (1.04, 1.07–1.08 i 1.20–1.21)
- Richard Ruccolo – Scott, była randka Lynette (8.05)
- Robert Cicchini – Scott Tollman, były chłopak Gabrielle (2.12)
- Robert Forster – Nick Delfino, ojciec Mike’a (4.06)
- Rochelle Aytes – Amber James, była dziewczyna Keitha (7.13–7.15)
- Rolando Molinda – Hector Sanchez, ojciec Juanity (7.04 i 7.08)
- Roselyn Sánchez – Carmen Verde, była pani ogrodnik w domu Solis (8.23)
- Ryan Carnes – Justin, były chłopak Andrew (1.09, 1.13, 1.15, 1.22–1.23, 2.10, 2.11, 2.16–2.17, 2.19 i 2.21)
- Ryan O’Neal – Rodney Scavo, ojciec Toma (1.13)
- Sal Landi – Donnie, były lichwiarz Bena (8.11–8.12 i 8.14–8.16)
- Sam Lloyd – dr Albert Goldfine, były seksuolog Rexa i Bree (1.02–1.03, 1.06, 1.14, 2.06–2.07 i 2.09)
- Samuel Page – Sam Allen/Sam Van De Kamp, syn Rexa i Lilian (6.16–6.19 i 6.21–6.23)
- Sarah Paulson – Lydia Lindquist, siostra Lynette i Lucy (4.07 i 8.03)
- Sawyer Church – Evan Mayer, syn Karla i Marissy (5.18 i 5.21)
- Sayeed Shahidi – Charlie James, syn Keitha i Amber (7.13–7.15)
- Scott Bakula – Trip Weston, były adwokat Bree i jej trzeci mąż (8.19–8.23)
- Scotty Leavenworth – Kirby Schilling, syn Warrena i Anne (5.06)
- Sharon Lawrence – Maisy Gibbons, była kochanka Rexa (1.06, 1.10 i 1.16)
- Shirley Knight – Phyllis Van De Kamp, matka Rexa (2.01–2.03 i 4.04–4.05)
- Stacey Travis – Jordana Geist, przyjaciółka Lynette (1.06–1.07 i 3.20)
- Stephanie Faracy – Charlotte, kobieta prowadząca sklep z lalkami do adopcji (7.11 i 7.12)
- Stephanie Jones – Laura Delfino, siostra Mike’a (8.19)
- Steve Tyler – pastor, prowadził dwa śluby Mike’a i Susan (3.23, 5.24 i 6.01)
- Steven Weber – Lloyd, były chłopak Julie (5.08)
- Sunny Mabrey – Marissa Mayer, druga była żona Karla (4.14)
- Suzanne Costallos – Rose de Luca, matka Angie (6.17)
- Swoosie Kurtz – Jessie, lesbijka w szkole MJ – a (5.17)
- Terry Bozeman – Dr. Lee Craig, bratanek Idy Greenberg (1.23, 2.02, 3.01, 3.04 i 3.13)
- Todd Cahoon – Bill Brown, kolega Toma ze studiów (5.22)
- Todd Grinnell – dr Alex Cominis, były mąż Andrew (5.09–5.12, 5.15 i 7.17)
- Valerie Harper – Claire Bremmer, ciotka Susan (7.12)
- Valerie Mahaffey – Alma Hodge, była żona Orsona (3.01, 3.10 − 3.15)

### Postacie uśmiercone
| Lp.                                         | Aktor                             | Postać               | Relacja do innych postaci                               | Odcinki | Powód śmierci                                                                                    |
| ------------------------------------------- | --------------------------------- | -------------------- | ------------------------------------------------------- | --- | ------------------------------------------------------------------------------------------------ |
| Przed pierwszym sezonem                     |                                   |                      |                                                         | |                                                                                                  |
| 1                                           | Rebecca Wisocky                   | Pani Mason           | matka Bree                                              | 8.17 | potrącenie przez samochód                                                                        |
| 2                                           | Carl Mueller                      | Edwin Hodge          | ojciec Orsona                                           | 3.15 | podcięcie żył przez żonę w ciepłej wannie                                                        |
| 3                                           | Jolie Jenkins                     | Deirdre Taylor       | matka Zacha                                             | 1.12, 1.14 i 1.23 | brzuch przebity kuchennym nożem                                                                  |
| 4                                           | Hailee Denham                     | Dylan Davis          | córka Katherine i Wayne’a                               | 4.11, 4.15 i 4.17 | zmiażdżona przez ciężką szafę                                                                    |
| 5                                           | K Callan                          | Ilene Britt          | matka Edie                                              | 3.23 | śmierć naturalna                                                                                 |
| 6                                           | (nieznani)                        | Pan McCluskey        | syn Karen i Gilberta                                    | 1.14 (na zdjęciu) i 8.23 | nieznana choroba                                                                                 |
| 7                                           | John Harnagel                     | Gilbert McCluskey    | pierwszy mąż Karen                                      | 3.18 | śmierć naturalna                                                                                 |
| W serii pierwszej                           |                                   |                      |                                                         | |                                                                                                  |
| 8 (1)                                       | Brenda Strong                     | Mary Alice Young     | pierwsza żona Paula                                     | Narratorka serialu z okazjonalnymi występami (17 odcinków)                                                                                       | samobójstwo przez strzał z rewolweru w prawą skroń                                               |
| 9 (2)                                       | Christine Estabrook               | Martha Huber         | siostra Felicii                                         | 1.01–1.04, 1.07, 1.08, 1.11, 1.12, 1.20, 5.13, 7.01 i 8.23                                                                                       | uduszona                                                                                         |
| 10 (3)                                      | Lupe Ontiveros                    | Juanita „Mama” Solis | matka Carlosa                                           | 1.05–1.09, 1.17 oraz 8.17 i 8.23 | obrażenia wewnętrzne w wyniku upadku ze schodów po wybudzeniu ze śpiączki                        |
| 11 (4)                                      | Steven Culp                       | Rex Van De Kamp      | mąż Bree oraz ojciec Sama, Andrew i Danielle            | odc. 1.01 − 1.23, odc. 2.01, 2.23–2.24, 5.13, 7.01, 8.17 i 8.23 oraz narrator odcinka 3.16                                                       | otruty                                                                                           |
| W serii drugiej                             |                                   |                      |                                                         | |                                                                                                  |
| 12 (1)                                      | Roger Bart                        | George Williams      | były narzeczony Bree                                    | 1.11–1.13, 1.20–1.22, 2.02–2.09, 2.24 i 8.23 | przedawkowanie medykamentów                                                                      |
| 13 (2)                                      | Michael Ironside                  | Curtis Monroe        | niedoszły porywacz Caleba                               | 2.08, 2.10–2.11 | spadł ze schodów i postrzelił się własna bronią                                                  |
| 14 (3)                                      | Bob Gunton                        | Noah Taylor          | ojciec Deirdre i Kendry                                 | 1.05, 1.12, 1.15, 1.19, 1.21, 2.12, 2.14–2.16 i 2.23                                                                                             | nowotwór mózgu i odłączenie od aparatury podtrzymującej życie                                    |
| 15 (4)                                      | Alejandro Patino                  | Ralph                | drugi ogrodnik Solisów                                  | 2.03, 2.07, 2.11–2.12 i 2.23 | zmiażdżony na autostradzie przez autobus                                                         |
| 16 (5)                                      | Mehcad Brooks                     | Matthew Applewhite   | starszy syn Betty                                       | 1.22–1.23 i 2.01–2.24 | zastrzelony przez snajpera policyjnego                                                           |
| 17 (6)                                      | Joy Bisco                         | Melanie Foster       | była dziewczyna Matthew                                 | 2.23 | zamordowana trzonkiem od siekiery                                                                |
| W serii trzeciej                            |                                   |                      |                                                         | |                                                                                                  |
| 18 (1)                                      | Kathleen York                     | Monique Polier       | była kochanka Orsona                                    | 3.06 i 3.14–3.15 | zamordowana kluczem hydraulicznym                                                                |
| 19 (2)                                      | Kiersten Warren                   | Nora Huntington      | była kochanka Toma na jedną noc i matka Kayli           | 2.22, 2.24, 3.01–3.03, 3.05–3.07 i 8.23 | strzał z rewolweru w serce                                                                       |
| 20 (3)                                      | Laurie Metcalf                    | Carolyn Bigsby       | była sąsiadka Orsona i Almy                             | 3.01–3.02 i 3.06–3.07 | strzał z rewolweru w głowę                                                                       |
| 21 (4)                                      | Jennifer Dundas                   | Rebecca Shepherd     | niepełnosprawna siostra Arthura                         | 3.09–3.10 | zawał serca                                                                                      |
| 22 (5)                                      | Cecily Gambrell                   | Jane Hainsworth      | żona Iana                                               | 3.01 i 3.13–3.14 | śmierć naturalna podczas śpiączki                                                                |
| 23 (6)                                      | Valerie Mahaffey                  | Alma Hodge           | pierwsza była żona Orsona                               | 3.01, 3.06 i 3.10–3.15 i 8.23 | upadek z dachu własnego domu                                                                     |
| W serii czwartej                            |                                   |                      |                                                         | |                                                                                                  |
| 24 (1)                                      | Ellen Geer                        | Lilian Simms         | siostra matki Katherine                                 | 3.22, 4.04, 4.17 i 8.23 | śmierć naturalna                                                                                 |
| 25 (2)                                      | Melora Walters                    | Sylvia Greene        | była kochanka Adama                                     | 4.08–4.09 | porwanie przez tornado, zakończone uderzeniem w drzewo                                           |
| 26 (3)                                      | John Slattery                     | Victor Lang          | drugi mąż Gabrielle                                     | 3.16–3.23 i 4.01–4.09 | przebity sztachetą od płotu podczas tornada                                                      |
| 27 (4)                                      | James Luca McBride                | Al Kaminsky          | księgowy Carlosa                                        | 4.02–4.03 i 4.09 | spalony w aucie podczas tornada                                                                  |
| 28 (5)                                      | Pat Crawford Brown                | Ida Greenberg        | sąsiadka Solisów i przyjaciółka Karen                   | 1.05–1.06, 1.10–1.11, 1.16, 2.01–2.02, 2.06, 2.08, 2.11, 2.21, 3.04, 3.06–3.08, 3.10, 3.13, 3.15, 3.18–3.20, 3.23, 4.01– 4.02, 4.05, 4.07 i 4.09 | śmierć w zawalonym domu po przejściu tornada                                                     |
| 29 (6)                                      | Justine Bateman                   | Ellie Leonard        | dilerka i była lokatorka domu Solisów                   | 4.14–4.17 i 8.23 | zastrzelona                                                                                      |
| 30 (7)                                      | Gary Cole                         | Wayne Davis          | pierwszy były mąż Katherine                             | 4.13–4.17 | zastrzelony w obronie własnej                                                                    |
| W czasie pięcioletniego przeskoku czasowego |                                   |                      |                                                         | |                                                                                                  |
| 31 (1)                                      | Richard Chamberlain               | Glen Wingfield       | drugi mąż Stelli oraz były ojczym Lynette, Lydii i Lucy | 4.08 | śmierć naturalna w 2011 roku                                                                     |
| 32 (2)                                      | Marie Caldare                     | Lila Dash            | pierwsza żona Dave’a                                    | 5.01, 5.10 i 5.23–5.24 | wypadek samochodowy w 2011 roku                                                                  |
| 33 (3)                                      | Madeleine Michelle Dunn           | Paige Dash           | córka Dave’a i Lily                                     | 5.01, 5.10 i 5.23–5.24 | wypadek samochodowy w 2011 roku                                                                  |
| W serii piątej                              |                                   |                      |                                                         | |                                                                                                  |
| 34 (1)                                      | Stephen Spinella                  | dr Samuel Heller     | psychiatra Dave’a                                       | 5.01, 5.07, 5.08 i 5.23 | uduszony                                                                                         |
| 35 (2)                                      | Beau Bridges                      | Eli Scruggs          | „złota rączka” gospodyń na Wisteria Lane                | 5.13 | zawał serca                                                                                      |
| 36 (3)                                      | David Starzyk                     | Bradley Scott        | szef Carlosa                                            | 5.11, 5.15–5.16 i 8.23 | klatka piersiowa przebita nożem kuchennym                                                        |
| 37 (4)                                      | Nicollette Sheridan               | Edie Williams        | główna bohaterka                                        | odc. 1.01–4.15, 5.01–5.19 i 5.23 | wypadek samochodowy i porażenie prądem ze słupa elektrycznego                                    |
| W serii szóstej                             |                                   |                      |                                                         | |                                                                                                  |
| 38 (1)                                      | Julie McNiven                     | Emily Portsmith      | lubiana pracownica kawiarni „Coffe'a Cup”               | 6.08 | uduszona                                                                                         |
| 39 (2)                                      | Dan Castellaneta                  | Jeff Bicks           | pilot awionetki                                         | 6.11 | atak serca                                                                                       |
| 40 (3)                                      | Caroline Aaron                    | Daphne Bicks         | pilotka awionetki i żona Jeffa                          | 6.11 | wypadek awionetki na Wisteria Lane                                                               |
| 41 (4)                                      | Richard Burgi                     | Karl Mayer           | były mąż Susan i ojciec Julie                           | 1.03, 1.11, 2.02, 2.07, 2.11, 2.14–2.18, 2.20–2.21, 2.23 – 2.24, 3.08, 4.14, 5.02, 5.18, 5.21–5.24, 6.01–6.03, 6.05 – 6.06, 6.08–6.11 i 8.23     | zmarł w szpitalu po uderzeniu awionetki                                                          |
| 42 (5)                                      | Maria Cominis                     | Mona Clark           | wieloletnia sąsiadka gospodyń na Wisteria Lane          | 1.16, 2.07, 3.10, 5.14–5.15, 6.03, 6.05, 6.09–6.11 i 8.23                                                                                        | zmarła w szpitalu po uderzeniu awionetki                                                         |
| 43 (6)                                      | Zayne Emory, potem Anthony Traina | Patrick Scavo        | nienarodzony syn Lynette i Toma                         | 6.11 | Lynette poroniła po uderzeniu awionetki                                                          |
| 44 (7)                                      | Ellen Crawford                    | Iris Beckley         | sąsiadka matki Angie                                    | 6.17–6.18 | uduszona m.in. szalem                                                                            |
| 45 (8)                                      | Helena Mattsson                   | Irina Korsakov       | była narzeczona Prestona                                | 6.17–6.19 | uduszona                                                                                         |
| 46 (9)                                      | Diane Farr                        | Barbra Orlofsky      | matka Eddiego                                           | 6.20 | uduszona                                                                                         |
| 47 (10)                                     | Jamie Sorrentini                  | Ramona               | prostytutka, która miała wykonać „usługę” Eddiemu       | 6.20 | uduszona                                                                                         |
| 48 (11)                                     | Patty McCormack                   | Teresa Pruitt        | alkoholiczka i pielęgniarka, która podmieniła dzieci    | 6.23 | śmierć naturalna                                                                                 |
| 49 (12)                                     | John Barrowman                    | Patrick Logan        | były kochanek Angie                                     | 6.18–6.23 | nieświadomie wysadzenie się w powietrze                                                          |
| W serii siódmej                             |                                   |                      |                                                         | |                                                                                                  |
| 50 (1)                                      | Larry Hagman                      | Frank Kaminsky       | trzeci mąż Stelli oraz ojczym Lynette, Lydii i Lucy     | 7.13 i 7.14 | zmarł na serce                                                                                   |
| 51 (2)                                      | Emily Bergl                       | Beth Young           | druga żona Paula                                        | 7.02–7.17 i 8.23 | odłączona od aparatury podtrzymującej życie po tym jak strzeliła sobie z rewolweru w prawą skroń |
| 52 (3)                                      | Gregory Itzin                     | Dick Barrows         | przyjaciel Susan z okresu dializ                        | 7.13 i 7.18 | zbyt zaawansowane stadium choroby                                                                |
| 53 (4)                                      | Harriet Sansom Harris             | Felicia Tilman       | siostra Marthy Huber                                    | 1.11–1.14, 1.16, 1.18, 1.20 – 1.23, 2.03, 2.12, 2.14–2.16, 2.18–2.19, 2.22, 7.01, 7.07 – 7.08, 7.11, 7.16–7.22                                   | wypadek pod kołami tira                                                                          |
| 54 (5)                                      | Tony Plana                        | Alejandro Perez      | ojczym Gabrielle                                        | 7.21–7.23, 8.01 i 8.06 | zamordowany w obronie własnej                                                                    |
| W serii ósmej                               |                                   |                      |                                                         | |                                                                                                  |
| 55 (1)                                      | Jonathan Cake                     | detektyw Chuck Vance | były chłopak Bree                                       | 7.20–7.23, 8.01–8.04, 8.07–8.09 i 8.23 | poturbowany przez samochód                                                                       |
| 56 (2)                                      | James Denton                      | Mike Delfino         | drugi mąż Susan i ojciec Maynarda Jamesa                | 1.01–8.17 i 8.23 | zastrzelony                                                                                      |
| 57 (3)                                      | Kathryn Joosten                   | Karen McCluskey      | wieloletnia i najstarsza sąsiadka gospodyń              | 1.14–8.23 | rak płuc                                                                                         |

## Tajemnice
Motywem przewodnim każdej serii była tajemnica otwierająca pierwszy odcinek każdej kolejnej serii.
| Seria | Pierwszy epizod z tajemnicą                    | Zagadnienie                                         | Osoby powiązane | Ostatni epizod z tajemnicą.                     |
| ----- | ---------------------------------------------- | --------------------------------------------------- | --- | ----------------------------------------------- |
| 1     | odcinek 1, „Pilot”                             | Dlaczego Mary Alice popełniła samobójstwo?          | Paul Young • Zach Young • Mike Delfino • Noah Taylor • Kendra Taylor • Deirdre Taylor • Felicia Tilman • Martha Huber • Detektyw Shaw                                                                                  | odcinek 23, „One Wonderful Day”                 |
| 2     | odcinek 1, „Next”                              | Kogo ukrywają Applewhite'owie w piwnicy swego domu? | Betty Applewhite • Matthew Applewhite • Caleb Applewhite • Melanie Foster • Curtis Monroe | odcinek 24, „Remember Part II”                  |
| 3     | odcinek 1, „Listen To The Rain On The Roof”    | Czy Orson zabił swoją żonę?                         | Orson Hodge • Bree Hodge • Carolyn Bigsby • Alma Hodge • Gloria Hodge • Susan Delfino • Mike Delfino • Monique Polier • Harvey Bigsby                                                                                  | odcinek 15, „The Little Things You Do Together” |
| 3     | odcinek 18, „Liaisons”                         | Dlaczego Karen McCluskey przechowuje zwłoki męża?   | Karen McCluskey • Parker Scavo | odcinek 20, „Gossip”                            |
| 4     | odcinek 1, „Now You Know”                      | Dlaczego Dylan nie pamięta pobytu na Wisteria Lane? | Katherine Mayfair • Lilian Simms • Adam Mayfair • Dylan Mayfair • Sylvia Greene • Wayne Davis • Dylan Davis • Julie Mayer                                                                                              | odcinek 17, „Free”                              |
| 5     | odcinek 1, „You're Gonna Love Tomorrow”        | Na kim zemści się Dave Williams?                    | Dave Williams • Edie Britt • Samuel Heller • Ksiądz Drance • Susan Delfino • Mike Delfino • Katherine Mayfair • Maynard James Delfino • Karen McCluskey • Roberta Simmonds                                             | odcinek 12, „Connect! Connect!”                 |
| 6     | odcinek 1, „Nice Is Different Than Good”       | Przed czym/kim uciekają Bolenowie?                  | Angie Bolen • Nick Bolen • Danny Bolen • Patrick Logan • Mona Clark • Rose de Luca | odcinek 11, „If...”                             |
| 6     | odcinek 1, „Nice Is Different Than Good”       | Kim jest „Dusiciel z Fairview”?                     | Susan Delfino • Julie Mayer • Danny Bolen • Eddie Orlofsky | odcinek 20, „Epiphany...”                       |
| 7     | odcinek 1, „Remember Paul”                     | Jaki plan ma Paul Young?                            | Paul Young • Beth Young • Felicia Tilman • Derek Yeager • Lee McDermott | odcinek 10, „Down the Block There's a Riot”     |
| 7     | odcinek 10, „Down the Block There's a Riot”    | Kto postrzelił Paula Young?                         | Paul Young • Beth Young • Felicia Tilman • Zach Young • Mike Delfino • Detektyw Harrison | odcinek 15, „Farewell Letter”                   |
| 8     | odcinek 1, „Secrets That I Never Want to Know” | Ukrycie morderstwa Alejandro Perez                  | Bree Van de Kamp • Chuck Vance • Gabrielle Solis • Carlos Solis • Susan Delfino • Mike Delfino • Lynette Scavo • Tom Scavo • Ben Faulkner • Orson Hodge • detektyw Murphy • Bob Hunter • Trip Weston • Karen McCluskey | odcinek 22, „Give Me the Blame”                 |

## Lista odcinków
| Seria | Liczba odcinków | Premiera amerykańska i kanadyjska | Emisja w Polsce       | Wydanie DVD | Średnia oglądalność odcinka w milionach | Emitowane w Polsat Romans | Emitowane w FoxLife |
| ----- | --------------- | --------------------------------- | --------------------- | ----------- | --------------------------------------- | ------------------------- | ------------------- |
| 1     | 23              | 03.10.2004–22.05.2005             | 01.09.2005–26.01.2006 | 18.09.2006  | 24,13                                   | T                         | N                   |
| 2     | 24              | 25.09.2005–21.05.2006             | 02.03.2006–13.07.2006 | 18.09.2007  | 22,98                                   | T                         | T                   |
| 3     | 23              | 24.09.2006–21.05.2007             | 23.09.2007–09.12.2007 | 04.12.2007  | 19,30                                   | T                         | T                   |
| 4     | 17              | 30.09.2007–18.05.2008             | 14.02.2008–10.04.2008 | 17.03.2009  | 17,82                                   | T                         | T                   |
| 5     | 24              | 28.09.2008–17.05.2009             | 12.02.2009–16.07.2009 | 19.02.2010  | 15,04                                   | T                         | T                   |
| 6     | 23              | 27.09.2009–16.05.2010             | 14.02.2010–02.07.2010 | 11.02.2011  | 12,81                                   | T                         | T                   |
| 7     | 23              | 26.09.2010–15.05.2011             | 28.11.2010–05.06.2011 | 09.03.2012  | 10,62                                   | T                         | T                   |
| 8     | 23              | 25.09.2011–13.05.2012             | 06.11.2011–20.05.2012 | 08.03.2013  | 8,75                                    | T                         | T                   |

## Wisteria Lane

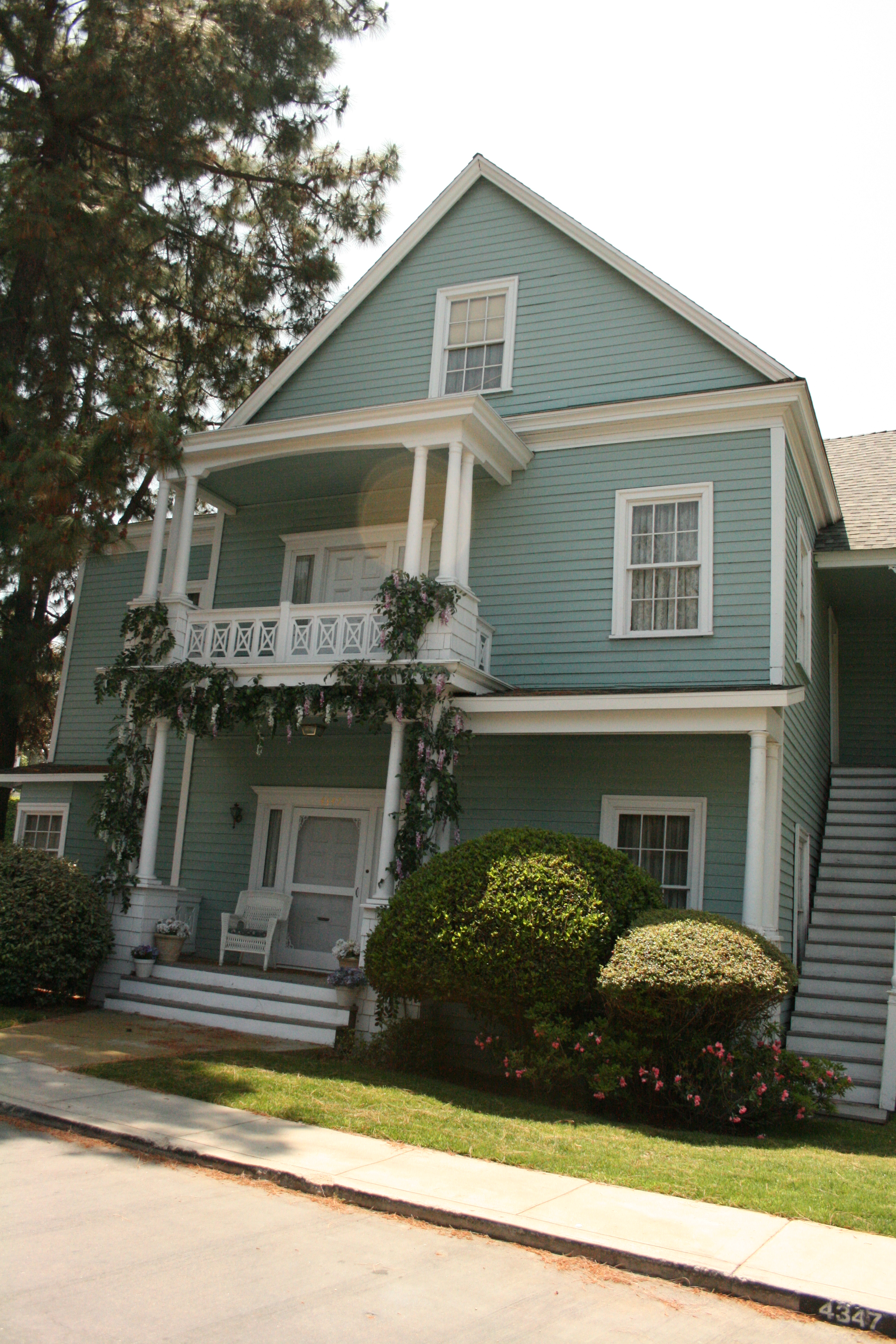
4347 Wisteria Lane
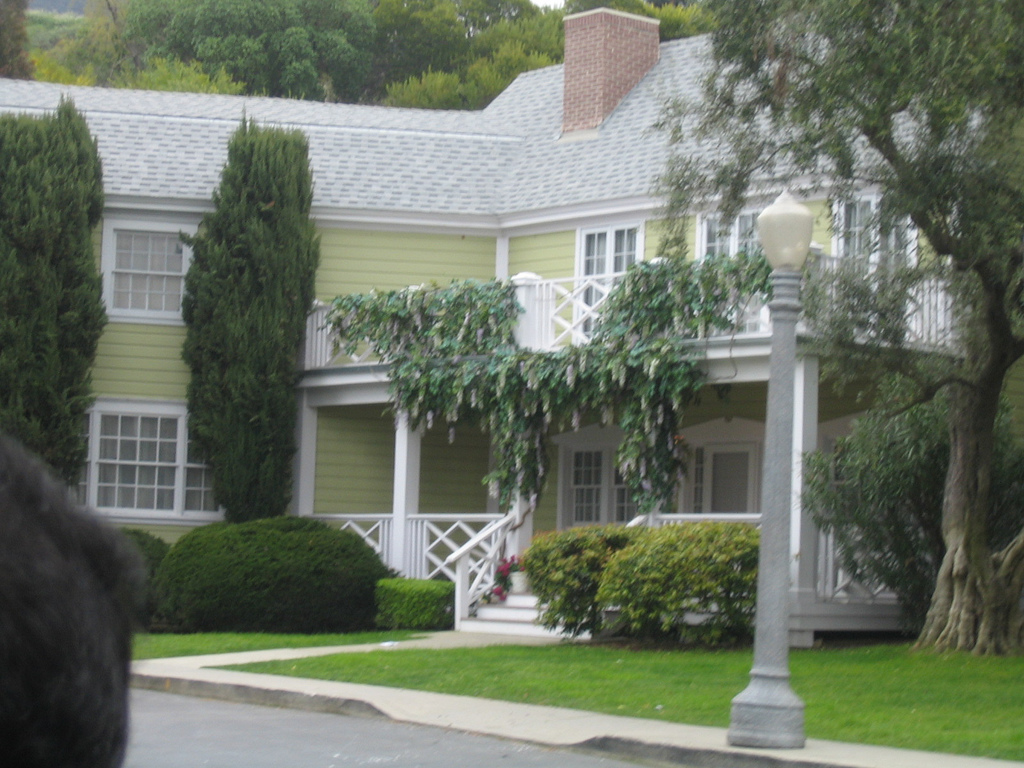
4348 Wisteria Lane
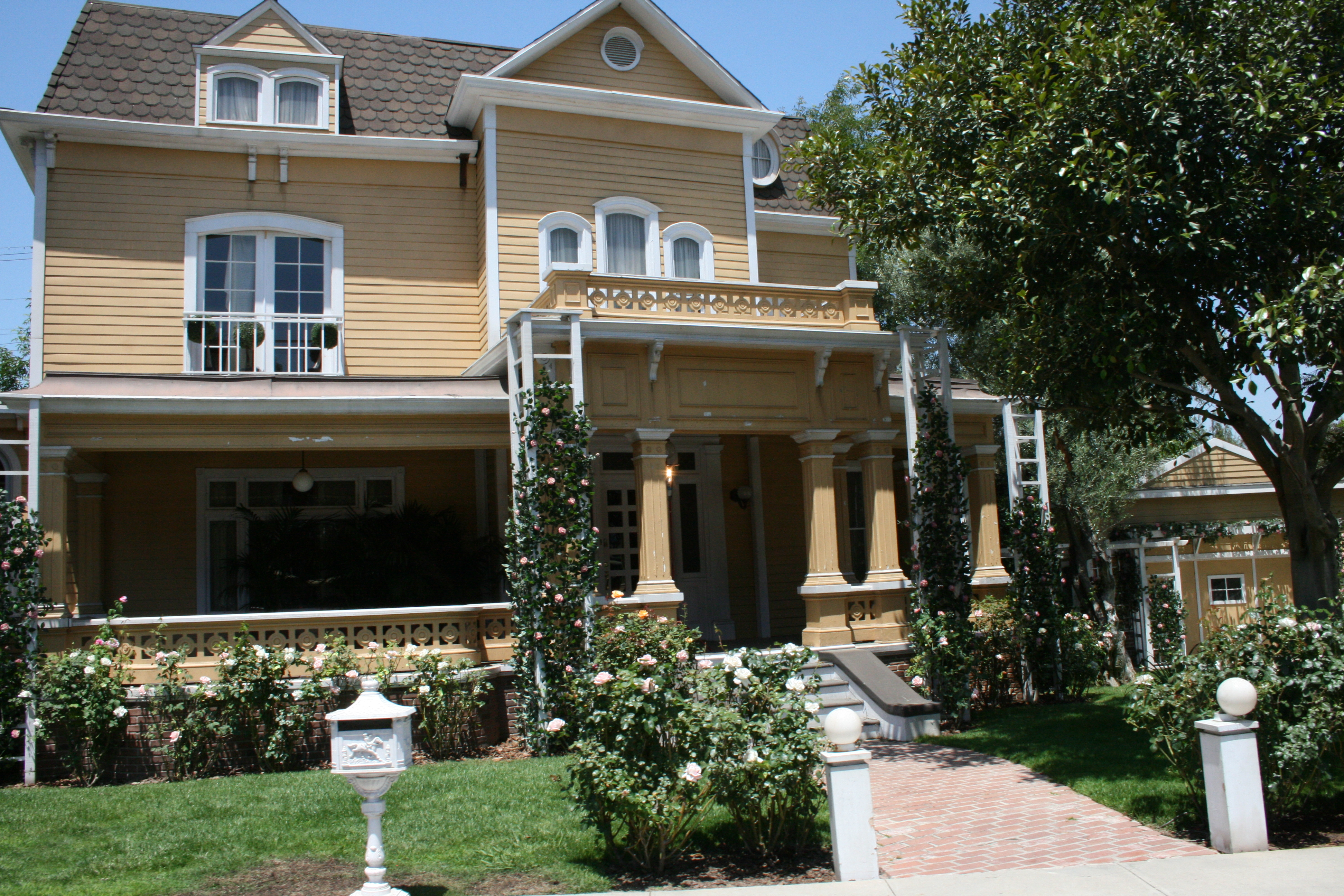
4349 Wisteria Lane
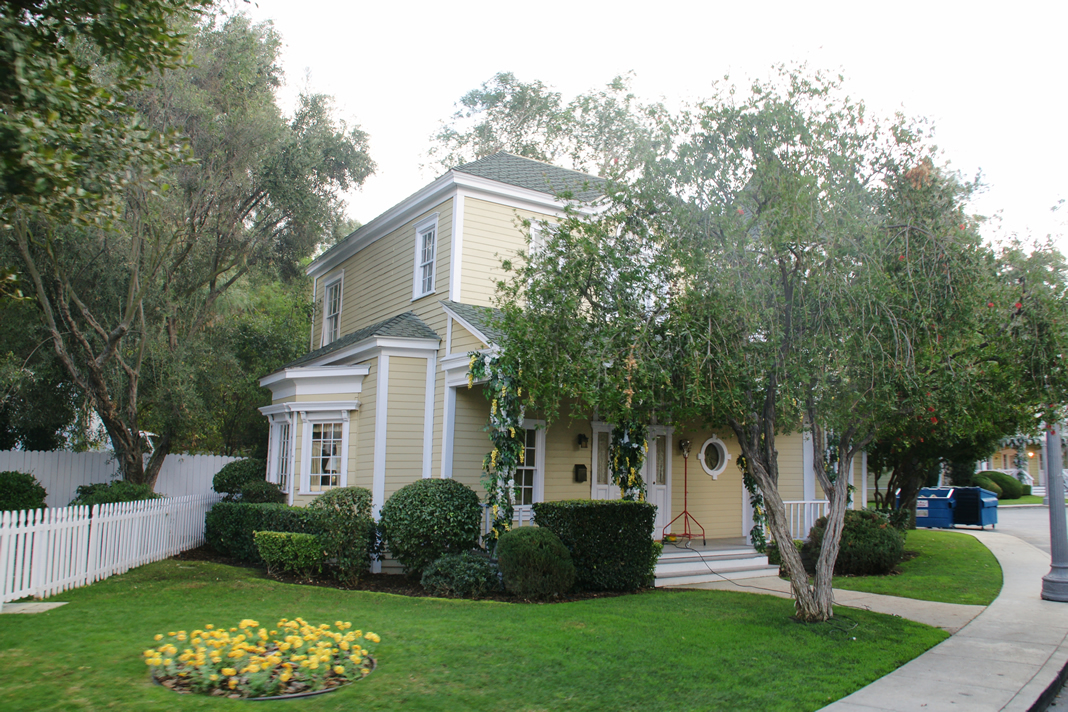
4350 Wisteria Lane
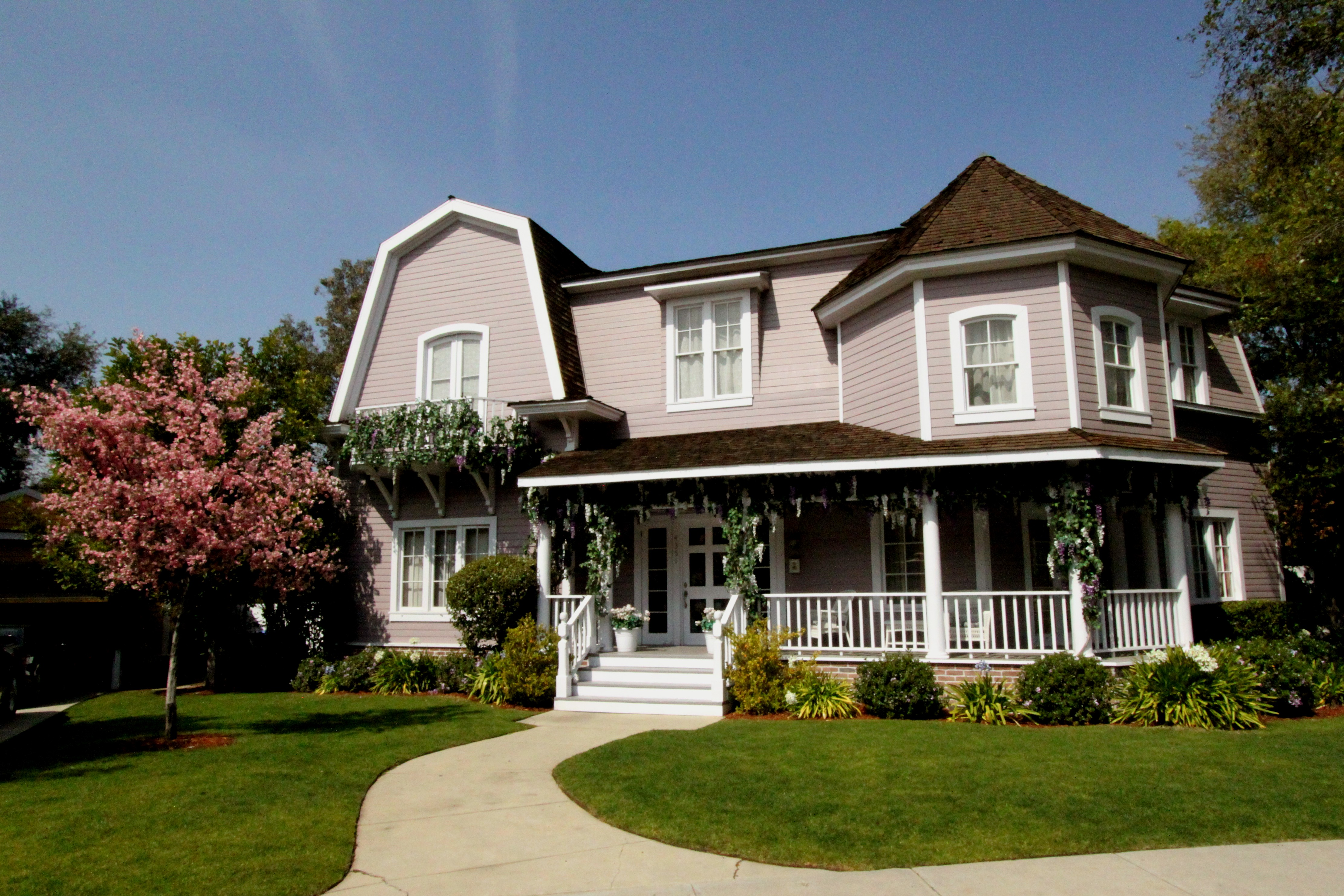
4351 Wisteria Lane

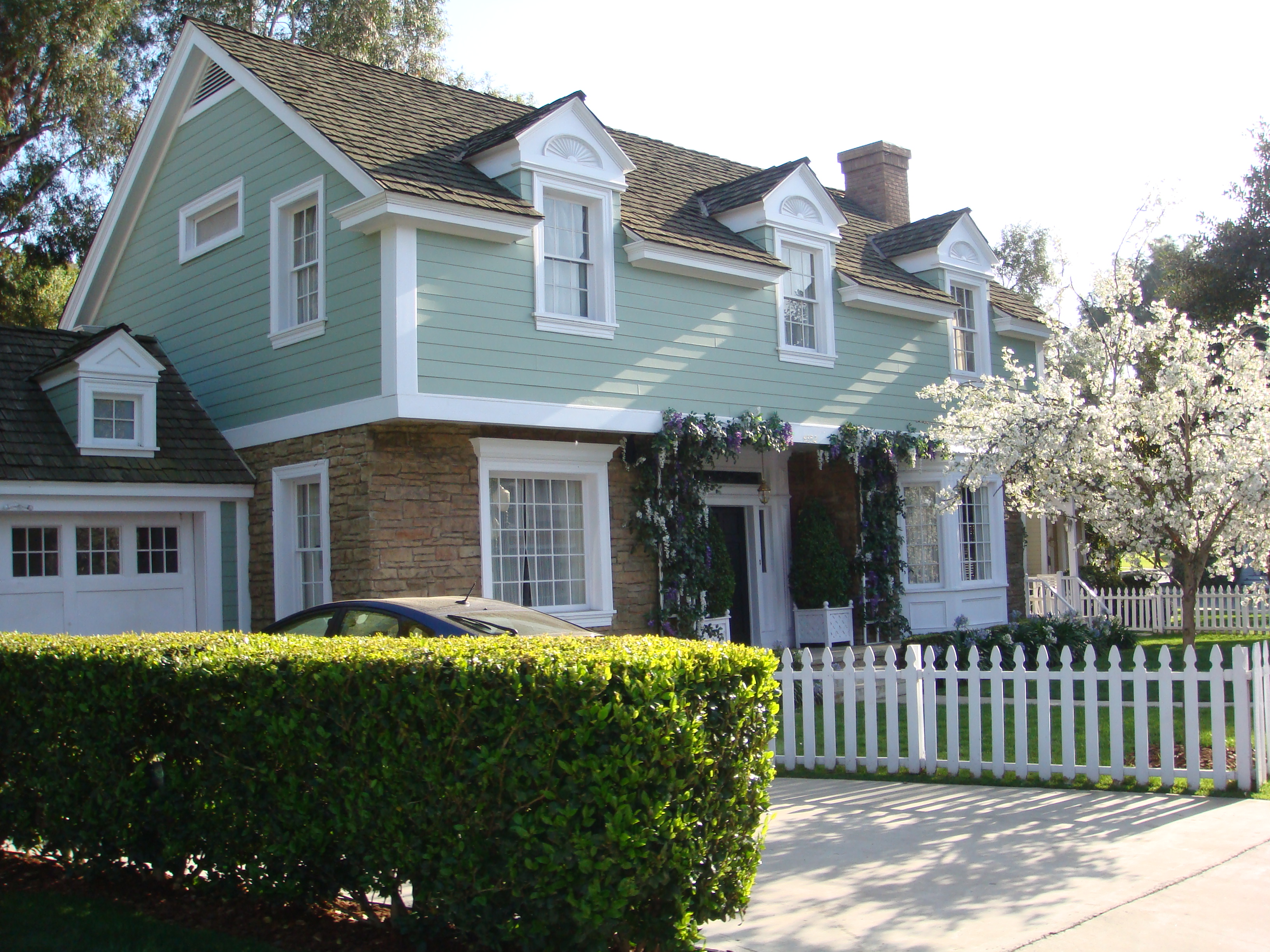
4352 Wisteria Lane
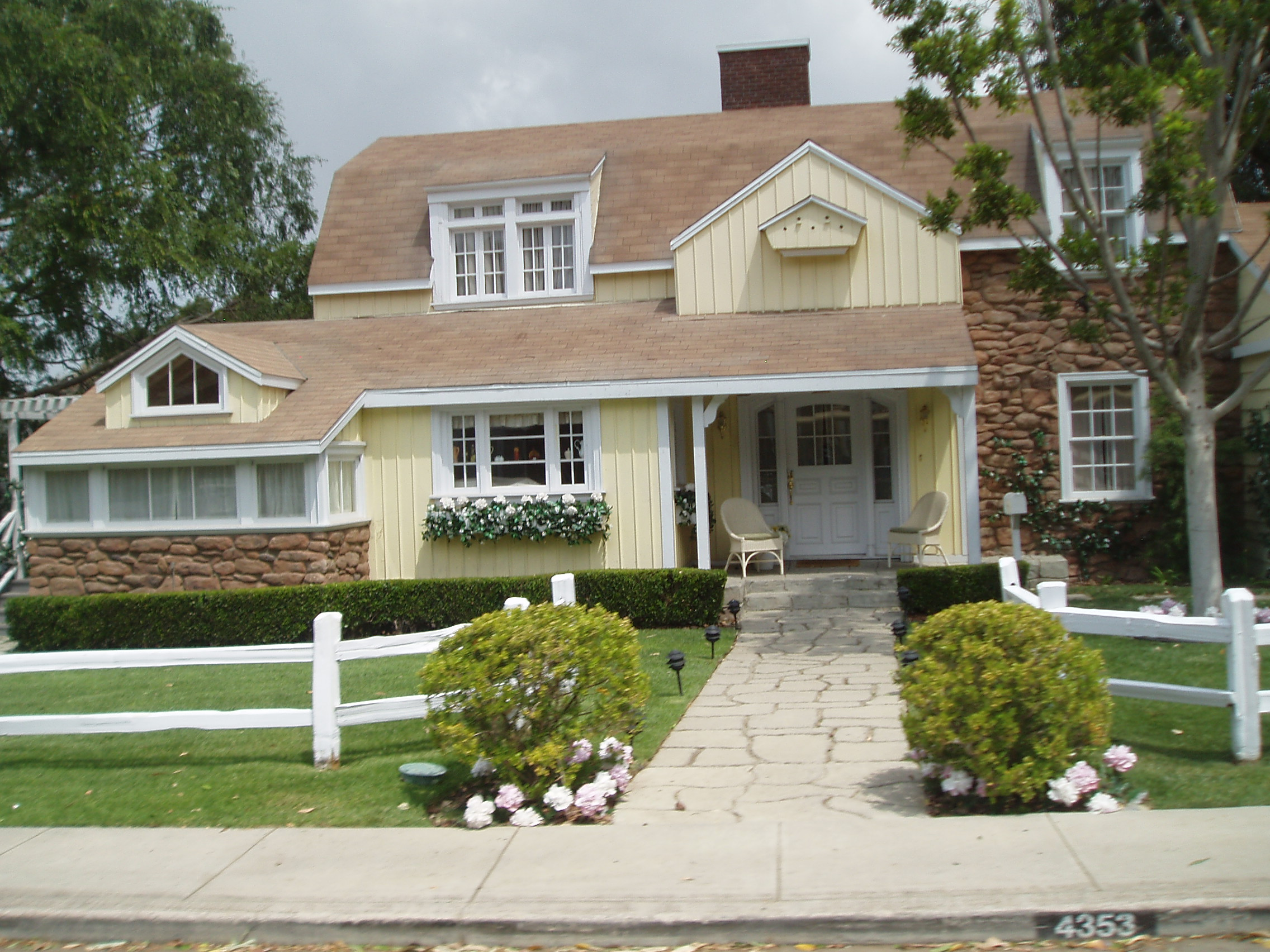
4353 Wisteria Lane
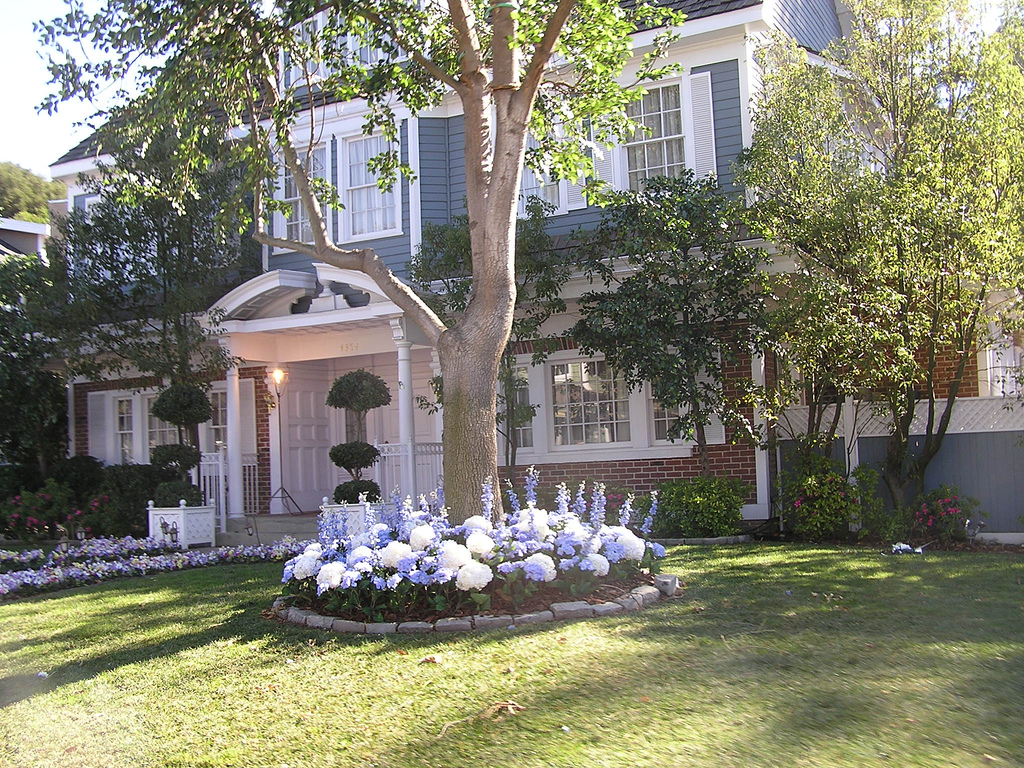
4354 Wisteria Lane
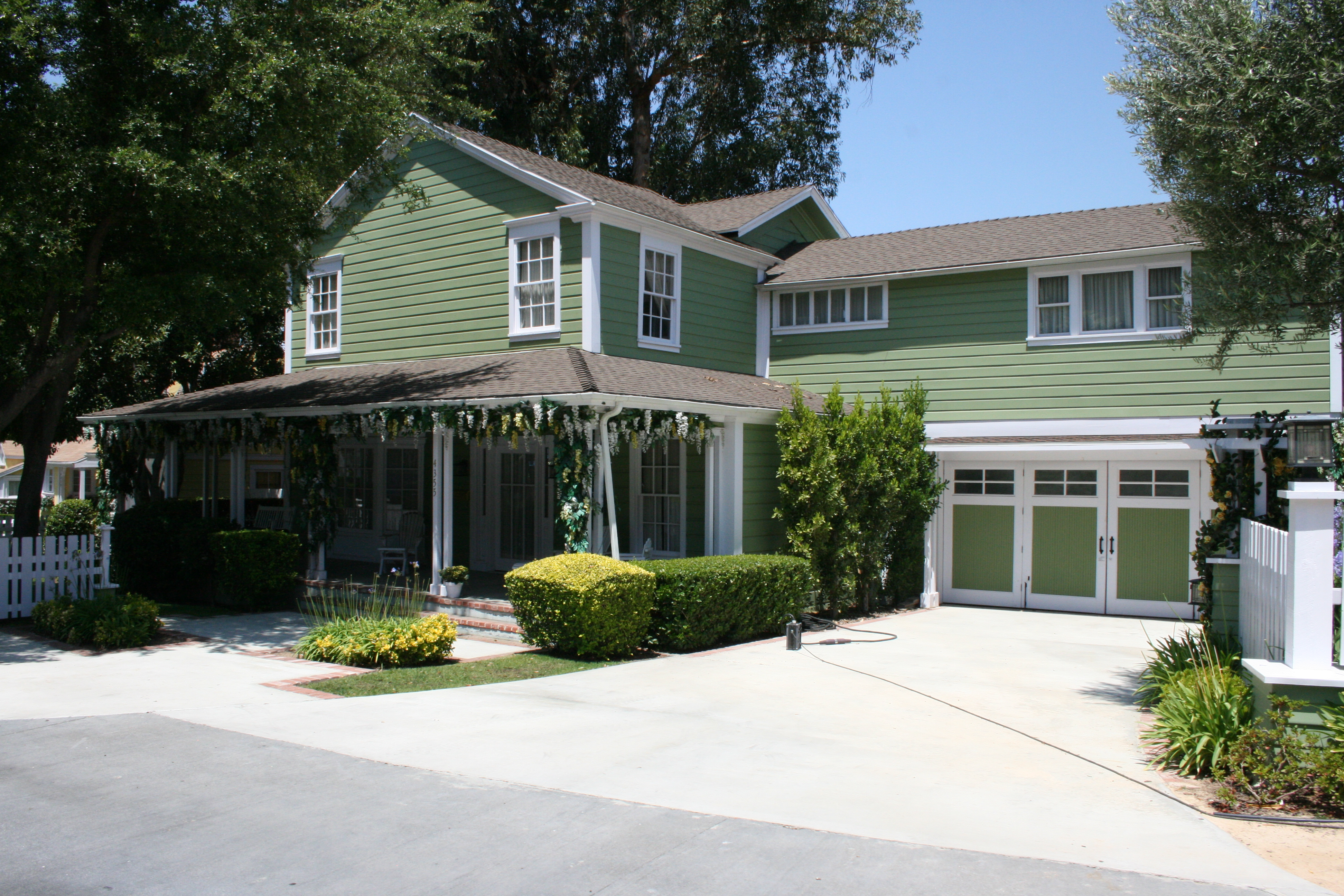
4355 Wisteria Lane
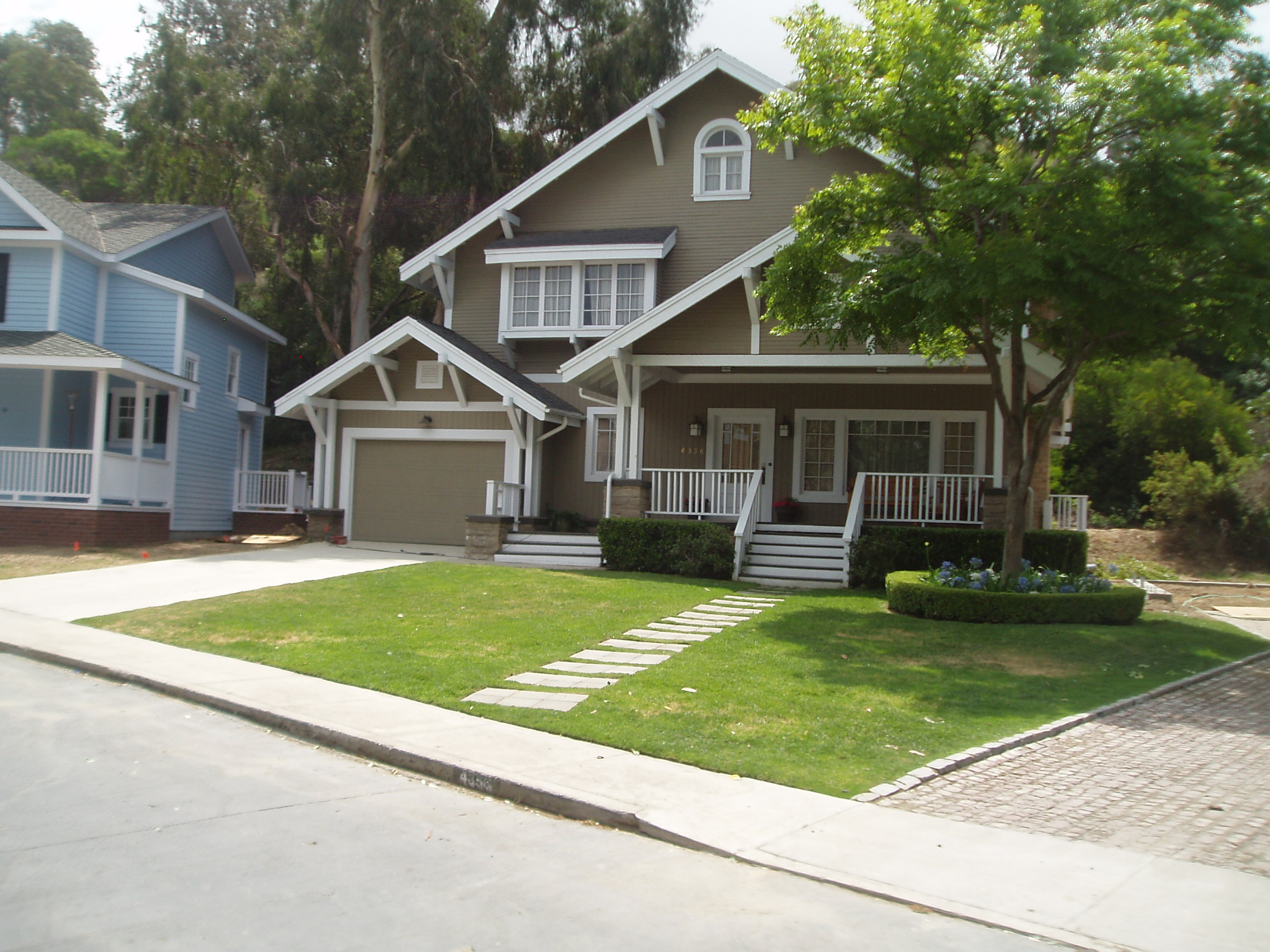
4356 Wisteria Lane

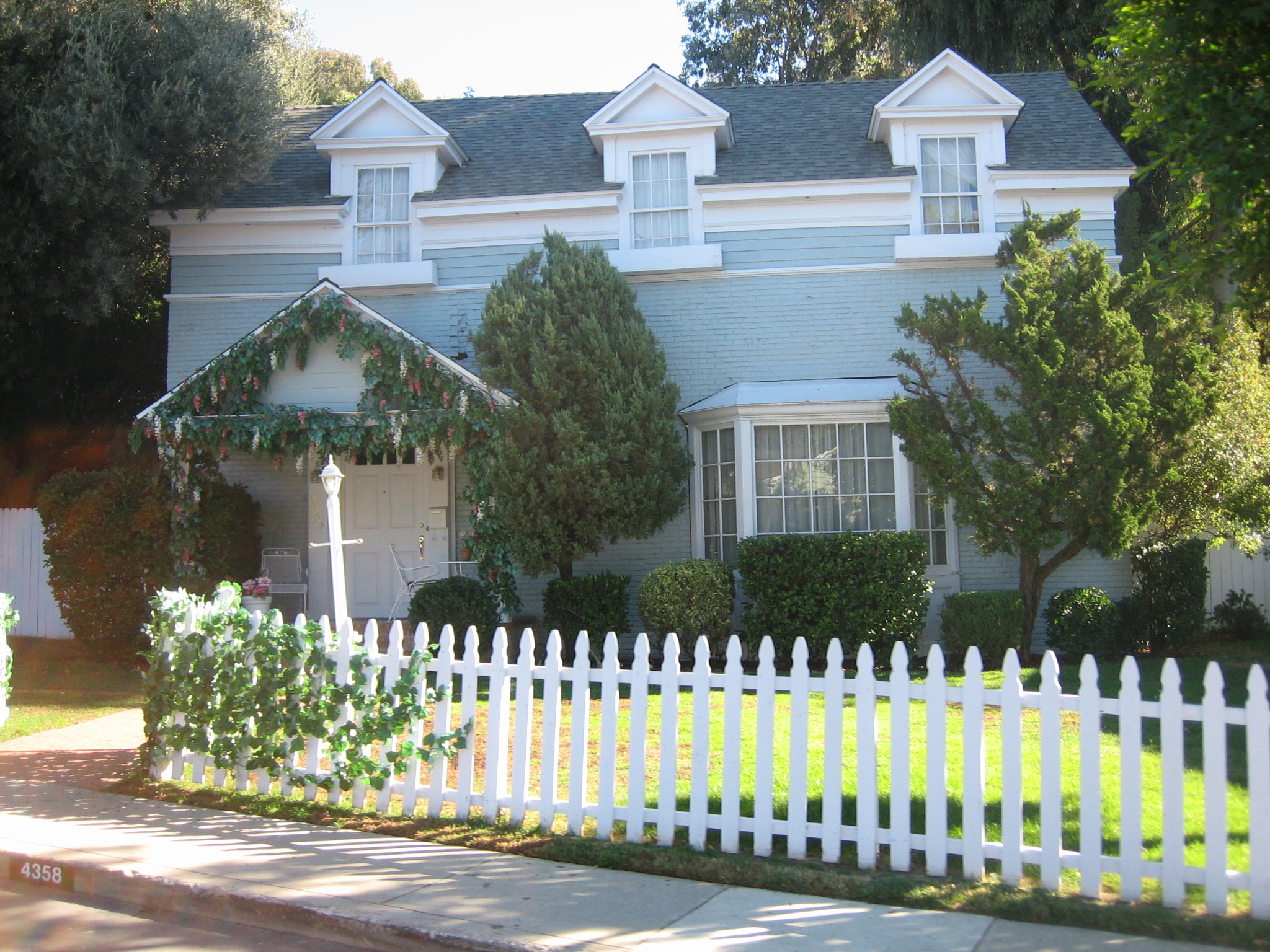
4358 Wisteria Lane (stary dom)
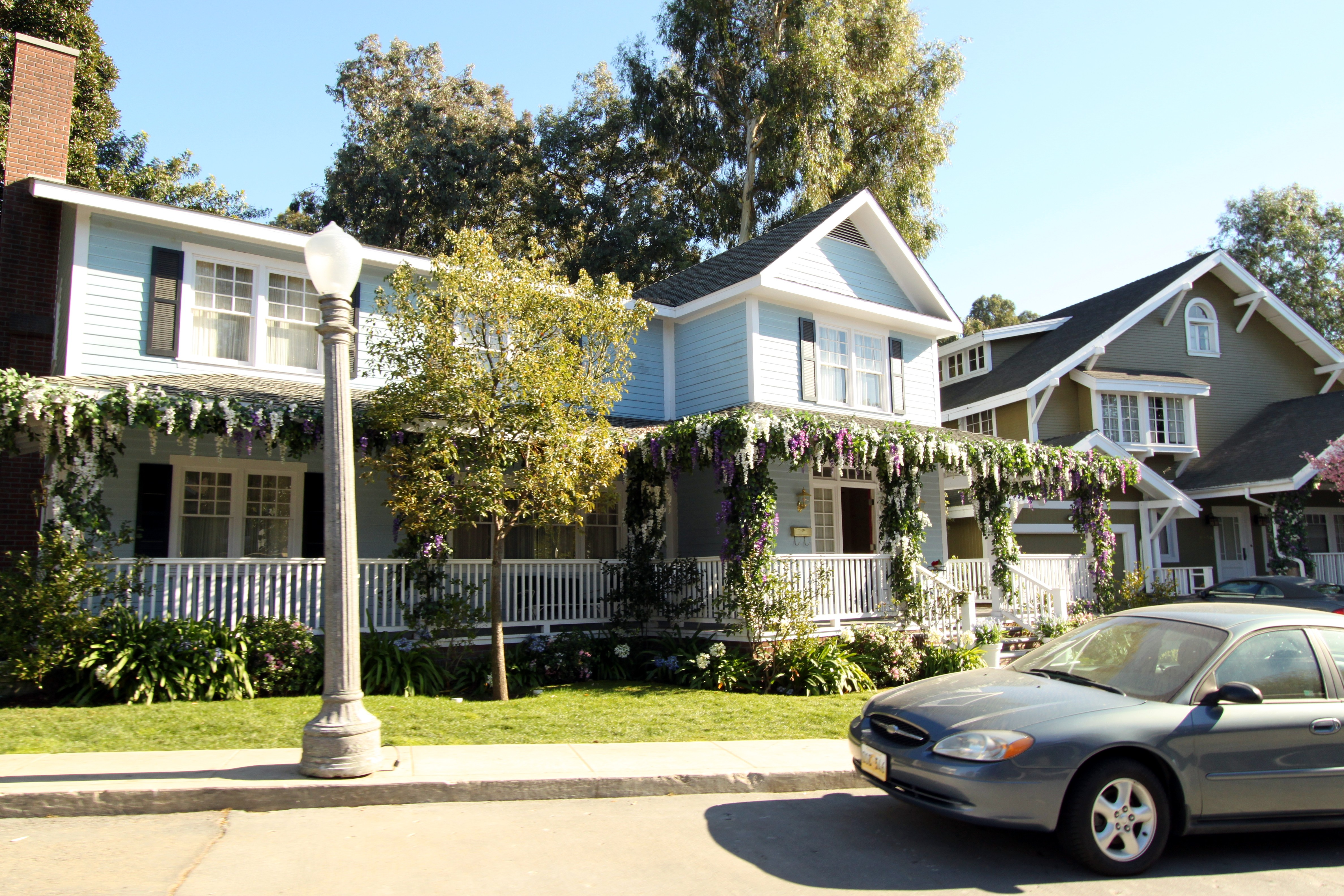
4358 Wisteria Lane (nowy dom)
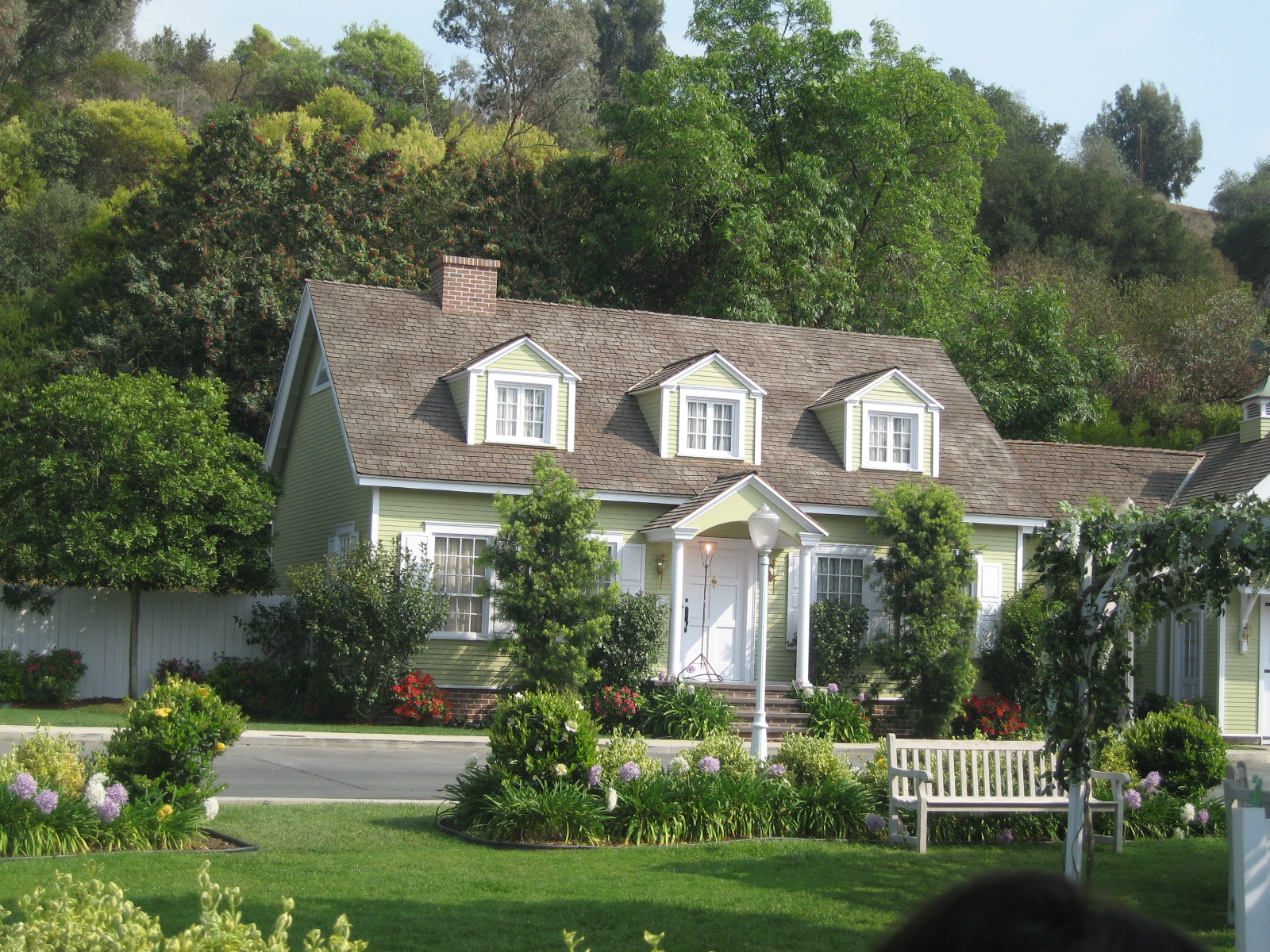
4360 Wisteria Lane
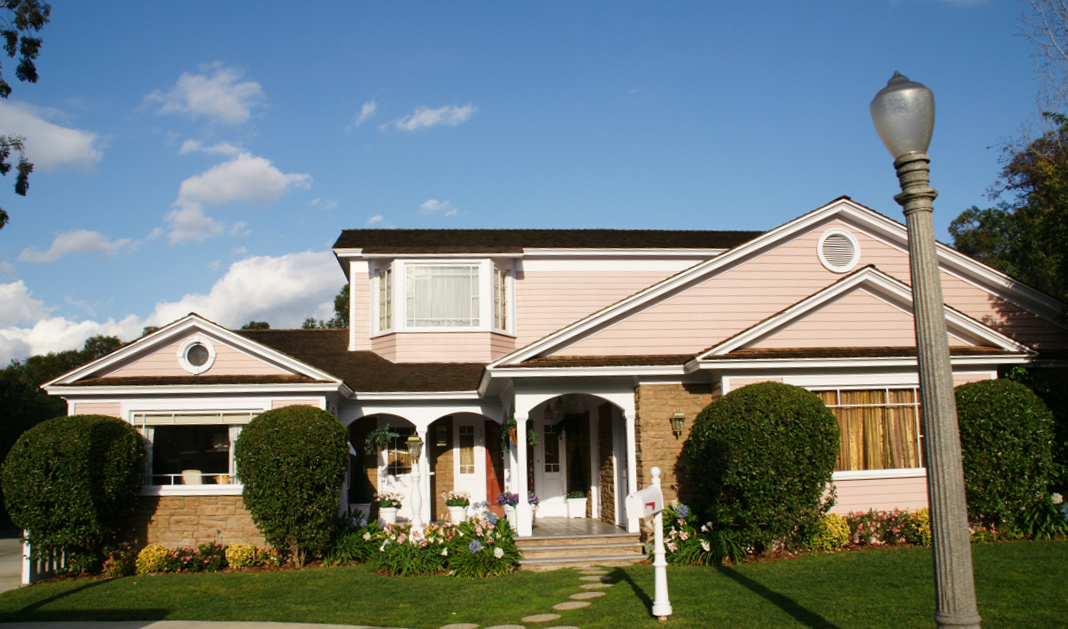
4362 Wisteria Lane

## Fairview
Jest to fikcyjne miasto w Stanach Zjednoczonych, leżące w fikcyjnym stanie Eagle State, powstałym w 1876 roku stworzone na potrzeby serialu Gotowe na wszystko.

Wiem. Fairview jest bardziej prowincjonalne, niż Chicago, ale znajdziesz tu więcej ludzi z dobrym gustem, niż myślisz

Historia

Edward Sibley był uwielbianym założycielem miasteczka Fairview. Wcześniej był najlepiej znany jako bimbrownik, kobieciarz i koniokrad. Oczywiście nikt nie pamięta tych części przeszłości Edwarda. Na szczęście dla niego historię można napisać na nowo i nikt nie wiedział o tym lepiej niż Bree Hodge.

Edward Sibley założył to miasto w 1871 roku.
Miejsca w fikcyjnym Fairview
(W nawiasach podane jest, kiedy dane miejsce zostało pokazane lub wzmiankowane, a po średniku – kto to wspomniał, lub występował w tym miejscu).
W Fairview znajdują się:

- opera (sezony 2 i 6; Bree Van de Kamp),
- urzędy (sezony 1 i 5; Lynette Scavo),
- dom towarowy (sezony 1 i 5; Gabrielle Solis, Lynette i Tom Scavo),
- klub country (sezony 1 i 3; Bree, Gabi, Lynette i Susan Mayer),
- szpital medyczny (co serię; Lynette, Susan, Bree, Gabi, Carlos, Mike Delfino, Ian Hainsworth i Orson Hodge),
- okręgowy sąd (sezony 1, 2 i 6; Bree i Andrew w walce o fundusz rodzicielski oraz Gabi i Carlos w sprawie Lilly)
- klub nocny (serie 1, 2 i 6; Andrew i Bree oraz Carlos i Gabi Solis'owie),
- klub „Biały Koń” (sezon 5; wszystkie ważniejsze postacie)
- zbór (sezony 2, 3 i 6; wszystkie desperatki na pogrzebie Rexa Van De Kamp'a),
- kościół (sezony 2, 4; Gabi, Carlos i siostra Mary, Lynette, Bree),
- ekskluzywny sklep dla młodych matek (sezon 2; Bree do Gabi),
- supermarket (serie 1 − 4; Martha Huber, Carolyn Bigsby, Arthur Shepherd, Lynette, Julie Mayer, Edie Britt i Austin McCann, Gabi),
- straż pożarna (co sezon; kiedy gaszono pożar w domu Edie),
- pizzeria Scavo (sezony 3 − 5; Lynette i Tom),
- klub jogi (sezony 1; Lynette),
- motel (sezony 3 i 4; Danielle Van De Kamp i Bree)
- bank (sezony 3 i 4; Susan i Carolyn Bigsby),
- kino (serie 1 i 2; Mike, Susan i udający jej chłopaka Orson Hodge),
- apteka (serie 1 i 2; Bree, Gabrielle i George Williams)
- siedziba firmy Parcher & Murphy Advertising (sezony 2; Lynette i Tom),
- szkoła podstawowa i średnia (serie 1 − 3; Lynette, Parker Scavo, Preston i Porter Scavo, Andrew, Danielle i Susan),
- restauracje (serie 1 − 6; Susan, Mike, Ian Hainsworth, Gabi i Zach Young),
- policja (serie 1 − 3; Susan i Bree),
- Stanowy Zakład Karny (sezon 1; Gabi i Carlos),
- Miejski Szpital Psychiatryczny (sezony 2 i 5; Bree i Orson, który kogoś odwiedzał).

Samorząd
Burmistrzem do 2007 roku był mężczyzna o nazwisku Johnson (Kenneth Kimmins). Zatrudnił on w swym ratuszu szwagra i sześciu kuzynów. Szef policji miasta też okazał się szwagrem burmistrza Johnsona. W 2007 roku Johnson przegrał wybory z Victorem Langiem, którego żona Gabrielle, została pierwszą damą. Kilka miesięcy później, tuż po śmierci Victora, wróciła do pierwszego męża, Carlosa Solis. Nie wiadomo kto został burmistrzem po śmierci Victora. Sześć lat po śmierci Langa, rodzina Solis zrobiła sobie z nowym burmistrzem zdjęcie. Niecałe dwa lata później burmistrz Franklin (Tom McGowan), ubiegający się wkrótce o reelekcję, przewodniczył nieudanemu otwarciu pierwszego domu resocjalizacji więźniów na Wisteria Lane.
Działalność duszpasterska
Działalność duszpasterską w Fairview prowadzą różne kościoły chrześcijańskie:
- Kościół Rzymskokatolicki z proboszczem Crowley na czele (Gabrielle, Lynette)
- Kościół Metodystów (Edie)
- Kościół Prezbiteriański z pastorem Sykes na czele (Bree, Susan)

Sąsiadujące miasta
- Greendale
- Lakeview
- Mount Pleasant
- Riverton
- Rockmayer
- Oakdale[27]

Prawa obowiązujące w stanie
- Z rozmowy Felicii Tilman z Mikiem Delfino[28], można wywnioskować, że nie obowiązuje tutaj kara śmierci.
- Edie Britt zasugerowała to tylko w zaręczynowej rozmowie z Carlosem[29], ale 10 lat później Renee Perry powiedziała otwarcie[19], że na terenie stanu istnieje prawo zwane przywilejem małżeńskim, polegające na tym, że małżonek nie musi zeznawać przeciwko współmałżonkowi.
- Ratusz miasta zabronił używania ostrej amunicji na podwórkach[29].
- Na terenie stanu dozwolone jest zawieranie związków partnerskich. Taki związek zawarli Bob Hunter z Lee McDermottem[30] oraz − ponad 6 lat później − Andrew Van De Kamp z Alexem Cominis[31].
- Można tam swobodnie dostać broń palną, bo posiada(ją/li) ją:
  - Mary Alice Young[32],
  - Zachary Young[33],
  - Bree Van de Kamp: Pistolet Vis wz. 35[34], rewolwer[35] i dubeltówka[36],
  - Karen McCluskey[37],
  - Betty Applewhite[38],
  - Edie Britt: dubeltówka[39] i rewolwer[40],
  - Carolyn Bigsby[41],
  - Katherine Mayfair[42],
  - Dave Williams[43][44],
  - Angie Bolen[45],
  - Beth Young[46],
  - Lee McDermott[26],
  - Gabrielle Solis[47].

Ulice
Dotychczas w serialu pojawiły się (na wizji lub częściej w dialogach) nazwy fikcyjnych ulic, w fikcyjnym mieście Fairview, w fikcyjnym stanie Eagle State, w USA:

- Wisteria Lane, gdzie toczyła się główna akcja.
- Aarden Drive, która to znajdowała się 5 minut drogi od supermarketu. Na niej Nora Huntington kupiła dom dla siebie i swej córki Kayli[48].
- Lakeview Drive na której mieszkali Orson i Alma Hodge, gdy jeszcze byli małżeństwem, oraz Harvey i Carolyn Bigsby[38][49].
- Hawthorne Place 357, gdzie znajdowała się „Pizzeria Scavo” należąca do Toma[50].
- Royal Street 3, na której znajdowała się rezydencja drugiego męża Gabrielle, Victora Langa[51].
- River Street, na którą to Bree posłała Susan do ginekologa dla transwestytów[52].
- Maiple Drive, o której Mona Clark wspomniała Susan, przy okazji sprawy młodego Bolena[30].
- Pearl Street, na której znajdował się sklep z antykami[53].
- Ash Street 474, gdzie mieszka lub mieszkał Sam Allen[53].
- 492 West Lincoln Avenue, gdzie mieszkał Keith Watson[54].
- Lake Street, na której stał sklep odzieżowy byłej żony Chucka Vance, Doreen (Anita Barone)[47].

## Nagrody
- Złoty Glob:
  - najlepszy serial komediowy (2004)
  - najlepszy musical lub komedia (2005)
  - Teri Hatcher – najlepsza aktorka w serialu komediowym (2005)
  - najlepszy musical lub komedia (2006)
- Emmy:
  - Danny Elfman – wyróżniający się temat muzyczny (2005)
  - Kathryn Joosten – wyróżniająca się rola w serialu komediowym (2005)
  - Felicity Huffman – najlepsza aktorka w serialu komediowym (2005)
  - Kathryn Joosten – wyróżniająca się rola w serialu komediowym (2008)
- Nagroda Gildii Aktorów Filmowych:
  - Teri Hatcher – najlepsza aktorka w serialu komediowym (2005)
  - najlepsza obsada serialu komediowego (2005)
  - Felicity Huffman – najlepsza aktorka w serialu komediowym (2006)
  - najlepsza obsada serialu komediowego (2006)
- Nagroda Satelita:
  - najlepszy musical lub komedia (2004)
  - Felicity Huffman – najlepsza aktorka w serialu komediowym (2005)
  - Marcia Cross – najlepsza aktorka w serialu komediowym (2006)
- Nagroda People’s Choice:
  - ulubiona komedia (2005)
  - Eva Longoria – ulubiona aktorka telewizyjna (2007)
- Nagroda Młodych:
  - Eva Longoria – dla zespołu aktorskiego (2005)
  - Eva Longoria – rola przełomowa – aktorka (2005)
  - Eva Longoria – wyróżniająca się rola w serialu komediowym (2005)
  - Eva Longoria – zespół aktorski (2006)
  - Zane Huett – najlepszy aktor drugoplanowy w serialu lub filmie telewizyjnym (2006)
- Nagroda Nastolatków:
  - najlepszy serial komediowy (2005)
  - Jesse Metcalfe – najlepszy aktor (2005)
  - Eva Longoria – najlepsza aktorka (2005)
  - najlepsza obsada w serialu komediowym (2005)
- Monte Carlo TV Festival:
  - najlepsza komedia (2007)
- Nagroda TV Quick:
  - najlepszy serial komediowy (2005)
  - najlepszy serial międzynarodowy (2007)
- Nagroda Stowarzyszenia Krytyków Telewizyjnych:
  - program roku (2005)

## Ciekawostki
Czołówka
Czołówka serialu została nominowana do nagrody Emmy za najlepszą w roku 2005.
Zakończenie serialu
- 5 sierpnia 2011 roku stacja ABC ogłosiła, że seria ósma będzie ostatnią w historii serialu[56][57][58].
  - W związku z tym, nie tylko Dana Delany zgłosiła chęć ponownego gościnnego wcielenia się w Katherine Mayfair po to by pożegnać się z widzami[59]. Pięć miesięcy później na planie swojego serialu „Anatomia prawdy”, aktorka potwierdziła tę informację[60], co zostało też uwierzytelnione kolejne 3 miesiące później przez serwis zajmujący się serialami. Postać grana przez aktorkę wróciła na finał całej produkcji[61].
  - Natomiast Nicollette Sheridan, która wcielała się w jedną z głównych postaci Edie Britt, uśmierconą pod koniec piątej serii, powiedziała stanowcze „nie” swojemu gościnnemu występowi w serialu[62][63].
- Vanessa Lynn Williams poinformowała wszystkich na swym twitterze, że 25 kwietnia 2012 roku zakończyły się zdjęcia do dwóch finałowych i ostatnich odcinków całego serialu[64].

Film pełnometrażowy
- 15 marca 2009 roku Marc Cherry odpowiedział na pytanie widza w interaktywnym programie „Ask Desperate Housewives”, czy powstanie film pełnometrażowy, że musiałaby minąć dekada by zebrać postacie by je odtworzyć[65].
- 29 kwietnia 2012 roku, w polskim portalu „Onet.pl” pojawiła się informacja od Evy Longorii, że nie chciałaby się wcielić w rolę Gabrielle do filmu kinowego. Jak sama powiedziała: Nie jestem zainteresowana rolą w takim filmie. Nawet nie chciałabym pójść na niego do kina. Myślę, że lepiej będzie po prostu zamknąć ten rozdział.[66]
- Trzy lata później, po swej pierwszej wypowiedzi, Marc Cherry wycofał się z pomysłu wersji kinowej swego serialu. Wyznał, że Nie chce ich [bohaterek − przyp.red.] postarzać, tylko pamiętać obecne piękno[67].
- Teri Hatcher wyznała, że nie miałaby nic przeciwko filmowej wersji serialu. Kocham fanów serialu, a oni nadal nie mają dość. Nie sadzę jednak, by kinowa wersja miała szanse powstać, powiedziała aktorka[68].
- W grudniu 2013 roku, Marc Cherry zdradził, że planuje film[69].
  - Miał on powstać 10 lat po serialu i jego fabuła, w zarysie, opierać się na tym, że pożar spalił większość, jak nie wszystkie, domy na Wisteria Lane. To wyjawi ładownię/bunkier wypełnioną tajemnicami, które zmuszą mieszkańców do powrotu i zmierzenia się z policyjnymi pytaniami[69].
  - Aktorki chcą i potrzebują ponownego spotkania w postaci filmu, ale ich niepewności wbijają wszystkim kolec. Już zaczynają się podchody o to kto będzie miał największe sceny, one-linery czy czas kamery na twarz[69].
  - Teri, Felicity i Marcia boją się też, że bliskość Evy i Marca doprowadzi do faworyzowania Longorii[69].
  - To oraz niedokończony skrypt, pogłębiający pewną nieufność, doprowadza wszystkich do wściekłości. Zwłaszcza Cherry’ego, który zaczyna sobie przypominać, dlaczego nie chciał się brać ponownie za ten projekt[69].
- W Internecie pojawiły się plotki, że ABC zatwierdziła kolejny projekt związany z „gotowymi na wszystko”[70], ale kilku aktorów wypowiedziało się o tym negatywnie:
  - Jesse Metcalfe (który grał Johna Rowlanda) rzekł, że nie wyobraża sobie by DH zdobyło srebrny ekran. Wolałbym słyszeć prośby o realizację tego projektu niż żale, że to zrobiliśmy i było to okropne[70].
  - Teri Hatcher wyjaśniła, Byłoby koszmarem upiec to, a potem mieć zakalec. Byłoby okropne, gdyby film okazał się słaby, byłby skazą[70].
  - Natomiast Ricardo Chavira dodał, Sądzę, że tutaj jest tak samo jak z powiedzeniem „książka była lepsza niż film”[70].
  - Ostatecznie Eva Longoria wszystko zdementowała[71].

Gra komputerowa
Na podstawie serialu powstała gra komputerowa Gotowe na wszystko, w której występują ważniejsi bohaterowie serialu. Gra liczy 12 odcinków, w których układać można własną fabułę. Gracz nie wciela się w jedną z serialowych gospodyń, lecz staje się nową panią domu na Wisteria Lane. Czas akcji obejmuje wydarzenia drugiego sezonu, lecz kończą się na momencie zanim dom Susan został spalony a Bree poznała Orsona.